# Selección de fútbol de Honduras

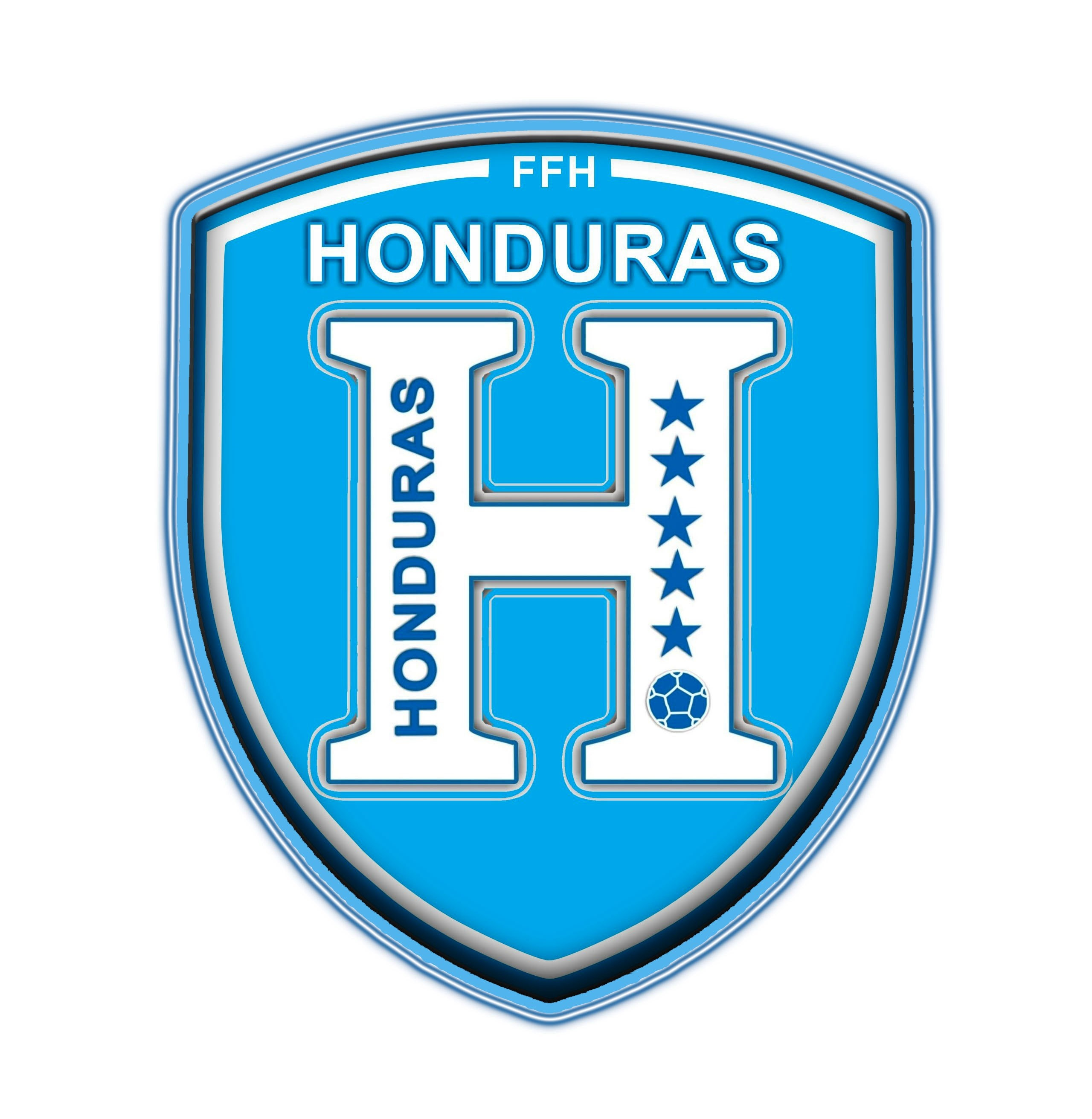
H Logo 2024-Selección

La selección de fútbol de Honduras, también conocida como La Bicolor, es el equipo representativo de fútbol de Honduras en las competiciones oficiales. Su organización está a cargo de la recientemente renovada Federación de Fútbol de Honduras (FFH), la cual está afiliada a la FIFA desde 1951 y a la Concacaf desde 1961.
Fundada en 1921, ha participado en diversos torneos internacionales, destacándose la Copa Mundial de Fútbol de 1982 realizada en España, la Copa Mundial de Fútbol de 2010 organizada en Sudáfrica y el Mundial de Brasil 2014, su tercera cita mundialista y la segunda consecutiva. 
Entre los logros obtenidos dentro de la Confederación se encuentran: 1 Copa Concacaf (1981), un subcampeonato de la Copa de Oro de la CONCACAF (1991) y 4 títulos de la Copa de Naciones Uncaf (1993-1995-2011 y 2017). 
A nivel Sub-23 (olímpica), ostenta en su palmarés 2 títulos del Preolímpico de Concacaf (2000 y 2008) y ha logrado clasificar a los torneos olímpicos de fútbol en 2000, 2008, 2012, 2016 y 2021, siendo el de 2016, su mejor torneo (cuarto lugar). 
Además, cuenta en los Juegos Panamericanos con 2 medallas de plata (1999 y 2019) y en los Juegos Centroamericanos y del Caribe con 5 medallas de plata (1986) y 2 medallas de bronce (1930, 1950). 
A nivel de selecciones juveniles, la selección Sub-20 logró conquistar el Campeonato Sub-20 de la Concacaf en dos ocasiones (1982-1994) y la selección sub-15 ganó el Campeonato Sub-15 de la Concacaf en 2013.
En la Copa Mundial de Fútbol de 2010 la selección hondureña consiguió ser el primer equipo mundialista de la historia con tres hermanos en el equipo, con Jerry, Johnny y Wilson Palacios.

## Historia

### Chile 1962: La primera participación en eliminatorias mundialistas
La selección de Honduras ha participado en 14 eliminatorias mundialistas desde la Copa Mundial de Fútbol de 1962. De estas participaciones, ha clasificado a tres mundiales (España 1982, Sudáfrica 2010 y Brasil 2014); ha jugado la repesca intercontinental en 1 ocasión (2018), ha llegado hasta la instancia final en 5 oportunidades (1974, 1986, 1994 y 2002); ha alcanzado la segunda ronda 3 veces (1970, 1998 y 2006) y ha sido eliminado en primera fase en 3 oportunidades (1962, 1966 y 1990). Cabe recordar que no participó en las eliminatorias al Mundial de Argentina 1978.
Honduras debutó en eliminatorias mundialistas el 4 de septiembre de 1960 con miras a la Copa del Mundo de Chile 1962. En su primer partido, la escuadra hondureña derrotó en el estadio Nacional de Tegucigalpa a la selección de Costa Rica por 2:1. Los goles de este encuentro fueron obra de Carlos "Calistrín" Suazo y Ronald Leaky, descontando por los visitantes Marvin Rodríguez. El partido de vuelta se llevó a cabo el 11 de septiembre del mismo año. En esa oportunidad los costarricenses vengaron su derrota anterior y sometieron a Honduras por 5:0.
Del grupo de Honduras y Costa Rica también fue parte la selección de fútbol de Guatemala. Honduras sorteó los partidos contra los guatemaltecos con un empate (1:1) y una victoria por defecto el 2 de octubre, luego que Guatemala no se presentase al encuentro debido a una situación política. Al terminar la fase de grupos, Honduras y Costa Rica obtuvieron 5 puntos. Esto obligó a un partido de desempate, el cual se llevó a cabo el 14 de enero de 1961 en el Estadio Mateo Flores de Guatemala. Costa Rica venció a la selección hondureña por 1:0 y la eliminó de la copa del mundo.

### Inglaterra 1966
Para las eliminatorias de Inglaterra 1966, Honduras integró el mismo grupo con México y Estados Unidos. La escuadra hondureña enfrentó a los mexicanos en las fechas del 28 de febrero y el 4 de marzo de 1965. Los dos encuentros favorecieron a los mexicanos por 1:0 en San Pedro Sula y 3:0 en México D.F. respectivamente. El 17 y el 24 de marzo, Honduras enfrentó a los Estados Unidos en San Pedro Sula y Tegucigalpa. El cuadro estadounidense también ganó la serie por victoria de 1:0 y empate de 1-1. Con estos resultados México avanzó a la ronda final, mientras que Honduras y los Estados Unidos se quedaron en el camino. Rafael Dick, Mario Caballero, Reinaldo Centeno, Carlos Suazo, Raúl Suazo, Conrado Flores, Donaldo Rosales, Ricardo Taylor, entre otros, formaron parte de aquel equipo.

### México 1970 y la Guerra del fútbol
Durante las eliminatorias de México 1970, Honduras y El Salvador protagonizaron la llamada Guerra del Fútbol. Este apelativo se debió a que los partidos cruciales de la eliminatoria entre estos dos países, coincidieron con la crisis política en la que estaban sumergidas ambas naciones. Esta, finalmente terminó en una guerra que duró 100 horas.
Honduras llegó a la segunda fase luego de dejar en el camino a las selecciones nacionales de Costa Rica y de Jamaica. A los jamaicanos, la selección hondureña los doblegó en los dos partidos disputados en Honduras con un marcador global de 5:1. Mientras que los costarricenses fueron eliminados con marcadores de 1:0 en Tegucigalpa un empate (1-1) en San José. El Salvador, por otro lado, había eliminado a Guyana y a las Antillas Neerlandesas. Con estos resultados Honduras y El Salvador tendrían que definir su pase a la ronda final.
Honduras, dirigida por Carlos Padilla Velásquez, venció a los salvadoreños por 1:0 en Tegucigalpa con gol de Lenard Welch el 8 de junio. El partido de vuelta, jugado en San Salvador el 15 de junio, terminó con victoria local por 3:0. Con estos resultados hubo necesidad de un partido de desempate. Este se jugó el 27 de junio en el estadio Azteca de México, D. F. Al final del encuentro, El Salvador se alzó con la victoria por 3:2 y dejó en el camino a Honduras. Posteriormente, los salvadoreños superaron a los haitianos en la fase final y lograron el boleto al mundial de México 1970.

### Alemania 1974
Para Alemania 1974, Honduras continuó al mando de Carlos Padilla Velásquez. En aquella oportunidad, el cuadro se enfrentó nuevamente en la primera fase a Costa Rica. En el primer encuentro jugado en Tegucigalpa, los hondureños ganaron la primera partida por 2:1 el 3 de diciembre de 1972. El partido de vuelta se jugó el 10 del mismo mes en San José. Honduras superó un marcador adverso de 0:3 que lo dejaba en el camino, empatando a 3. El equipo local se había adelantado con goles de Walter Elizondo, Roy Sáenz y un autogol de Selvin Cárcamo. Sin embargo, Jorge Urquía anotó el descuento y minutos después salió expulsado. Con diez hombres, y sobre el final, Rigoberto "shula" Gómez anotó los dos goles con los cuales Honduras eliminó a los costarricenses.
Honduras hizo frente a la hexagonal final jugada en Puerto Príncipe (Haití). Entre los jugadores más destacados se encontraban Jorge Bran, Reynaldo Mejía, Rubén Guifarro, Rigoberto Sosa, Óscar Rolando Hernández, etc. Sin embargo, no contaban con su mejor elemento, Jorge Urquía. El equipo hondureño tuvo un arranque esperanzador al derrotar a Trinidad y Tobago por 2:1 el 29 de noviembre de 1973. Luego empató a un gol con la favorita selección mexicana. Las esperanzas se vinieron abajo cuando Honduras perdió ante el local Haití por 0:1. La eliminación se terminó de confirmar con los empates ante Antillas Neerlandesas por 2:2, y Guatemala (1:1). De esta manera, la selección de Honduras sumó 5 puntos, tres por debajo de Haití que terminó clasificando a Alemania 1974.

### Argentina 1978

Logo de la selección Hondureña a partir de 1976.

Un error administrativo del secretario de la Federación Deportiva Extraescolar (que regía los destinos de la selección antes del advenimiento de la FENAFUTH), Roberto Ochoa Córdova, ellos clasificaron al mundial ganando a todos aún y cuando, en el primer Torneo Mundial juvenil organizado por la FIFA en Túnez en 1977, una selección hondureña (sub-20) había quedado en sexto lugar.

### Clasificación a España 1982: La primera clasificación a una Copa Mundial de Fútbol

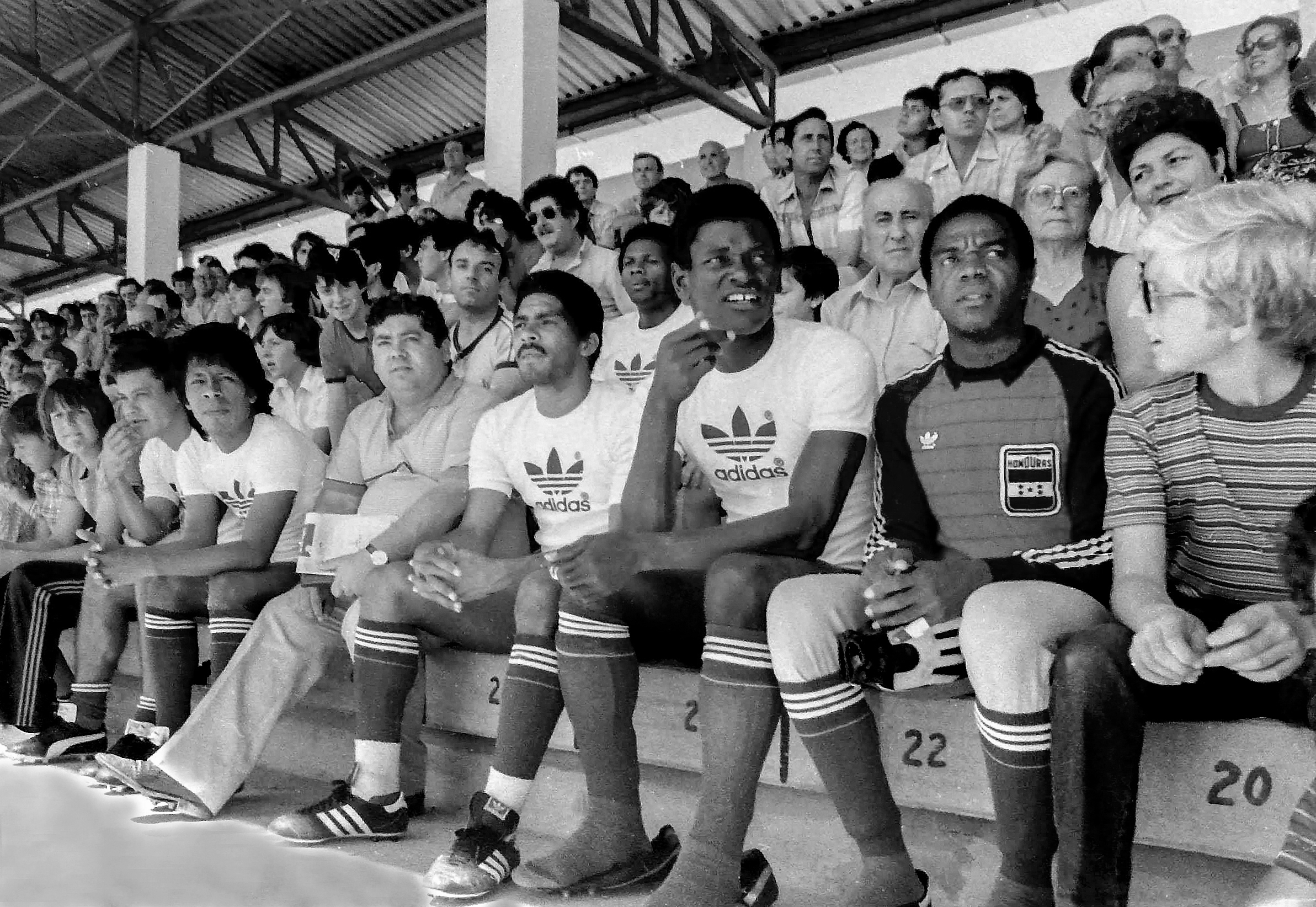
Banca de Honduras en un partido de amistoso de preparación ya estando en el Mundial de España.

De la mano de José de la Paz Herrera Honduras comenzó jugando la eliminatoria de visita el 30 de julio de 1980 contra la selección de fútbol de Panamá, a la cual derrotó por 2:0. El 1 de octubre dio cuenta de Costa Rica en San José por 3:2 y posteriormente empató dos juegos seguidos de local ante Guatemala el 26 de octubre (0:0), y el 16 de noviembre ante Costa Rica (1:1).
Con 6 puntos a favor enfrentó a El Salvador (líder de la tabla que contaba con 7 puntos) en San Salvador, donde fue derrotada por 1:2. Sin embargo, el conjunto hondureño venció el 30 de noviembre en Tegucigalpa con marcador de 2:0. Así, Honduras sumó 8 puntos. El partido decisivo para Honduras en esta serie se jugó el 7 de diciembre de 1980 en el Estadio Mateo Flores ante Guatemala. En una gran tarde del arquero Jimmy Stewart, Honduras venció con marcador de 1:0 con gol de Jimmy Bailey. Este triunfo prácticamente aseguró el pase de Honduras a la fase final, pues su próximo encuentro sería de local contra una débil selección de Panamá. Así, el 14 de diciembre Honduras derrotó a los panameños por 5:0 en el Estadio Nacional de Tegucigalpa, para pasar a la ronda final junto a El Salvador.
Luego de su pase Honduras recibió la sede de la hexagonal final. En esa justa también participaron México, Canadá, Haití y Cuba. El 3 de noviembre de 1981, el cuadro hondureño comenzó venciendo a Haití por 4:0 en el Estadio Tiburcio Carias Andino. El 8 de noviembre dio cuenta de Cuba por 2:0. El 12 del mismo mes venció a una difícil selección de Canadá por 2:1 con goles de Roberto Figueroa y Carlos Orlando Caballero. El 16 de noviembre Honduras empató 0:0 con El Salvador y aseguró su clasificación a España 1982 con 7 puntos. En el encuentro final de la hexagonal, Honduras empató 0:0 con México y con este resultado El Salvador también aseguró el segundo boleto de la CONCACAF.

### Copa Mundial España 1982
| Equipo            | Pts | PJ | PG | PE | PP | GF | GC | Dif |
| ----------------- | --- | -- | -- | -- | -- | -- | -- | --- |
| Irlanda del Norte | 4   | 3  | 1  | 2  | 0  | 2  | 1  | 1   |
| España            | 3   | 3  | 1  | 1  | 1  | 3  | 3  | 0   |
| Yugoslavia        | 3   | 3  | 1  | 1  | 1  | 2  | 2  | 0   |
| Honduras          | 2   | 3  | 0  | 2  | 1  | 2  | 3  | -1  |

| 16 de junio de 1982, 21:00 | España               | 1:1 (0:1) | Honduras  | Estadio Luis Casanova, Valencia                                           |                                                                           |
|                            | López Ufarte 65' (p) | Reporte   | Zelaya 7' | Asistencia: 49.562 espectadores Árbitro(s): Arturo Ithurralde (Argentina) | Asistencia: 49.562 espectadores Árbitro(s): Arturo Ithurralde (Argentina) |

| 21 de junio de 1982, 21:00 | Honduras  | 1:1 (0:1) | Irlanda del Norte | Estadio La Romareda, Zaragoza                                        |                                                                      |
|                            | Laing 60' | Reporte   | Armstrong 9'      | Asistencia: 15.000 espectadores Árbitro(s): Sun Cham Tan (Hong Kong) | Asistencia: 15.000 espectadores Árbitro(s): Sun Cham Tan (Hong Kong) |

| 24 de junio de 1982, 21:00 | Honduras | 0:1 (0:0) | Yugoslavia          | Estadio La Romareda, Zaragoza                                     |                                                                   |
|                            |          | Reporte   | Petrović 88' (pen.) | Asistencia: 25.000 espectadores Árbitro(s): Gastón Castro (Chile) | Asistencia: 25.000 espectadores Árbitro(s): Gastón Castro (Chile) |

### México 1986 e Italia 1990

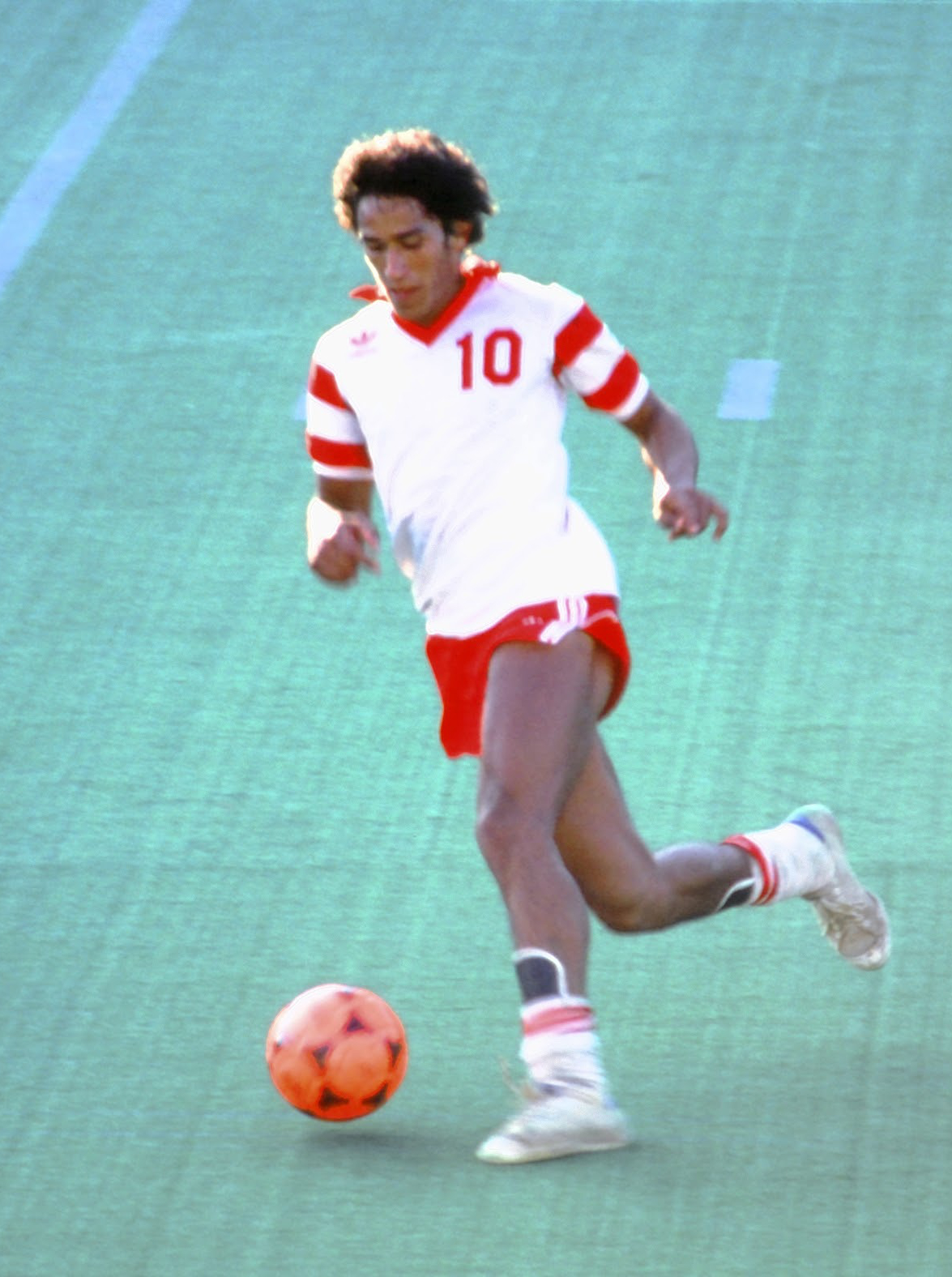
Porfirio Betancourt, mundialista de Honduras, participó en la eliminatoria rumbo a México '86

Para el mundial de México 1986 se inscribieron 18 equipos, incluyendo a México (país organizador). Jamaica, Barbados y Granada desistieron de participar luego del sorteo. Los ganadores de los emparejamientos de la primera ronda, fueron re-ordenados en tres grupos, cuyos ganadores jugaron la ronda final y el vencedor de esta clasificó al Mundial. En la primera ronda, Honduras dejó por fuera a la selección de fútbol de Panamá, al vencerla por 3-0 en Colón el 15 de junio de 1984. Posteriormente los 'Canaleros' cayeron de visita por 0-1 y con estos resultados Honduras avanzó a la siguiente ronda.
En la segunda ronda, Honduras se vio las caras con El Salvador y Surinam. El 3 de marzo de 1985, la selección hondureña igualó a uno, con Surinam. Pero los derrotó 2-1, el 6 del mismo mes en Tegucigalpa. Luego se enfrentó a la selección de fútbol de El Salvador en dos oportunidades: El 10 de marzo, Honduras de visitante, derrotó a los salvadoreños por 2-1. Y el 14 del mismo mes sin la urgencia de ganar, empató a cero goles, consiguiendo así el pase a la ronda final.
En la triangular final para definir el único clasificado al mundial por la CONCACAF después de México, Honduras enfrentó a Costa Rica y Canadá. El 11 de agosto de 1985, en San José (Costa Rica), Honduras empató a dos goles con el equipo local. José Roberto Figueroa (p) y Porfirio Betancourt anotaron por Honduras. El 25 del mismo mes, Honduras recibió a los canadienses y estos lograron arrancarle el triunfo (0-1) en Tegucigalpa. Sin embargo, Honduras se repuso y triunfó sobre los 'Ticos de local por 3-1 el 8 de septiembre. De esta manera, y con 4 puntos en la bolsa, la selección catracha se vio obligada a ir a St. John’s, Canadá con la obligación de ganar. Pero ello no se logró, y los seleccionados catrachos, cayeron derrotados por 1-2, ante los canadienses. Con este resultado, Honduras perdió la oportunidad de clasificar a dos mundiales consecutivos, y el turno fue para los de la 'Hoja de Maple'.
Durante las eliminatorias de Italia 1990, Honduras tuvo una participación fugaz. El equipo hondureño quedó eliminado en una serie de dos partidos contra la Selección de Trinidad y Tobago. La 'Bicolor catracha', empató 0-0 de visita y 1-1 en el estadio nacional de Tegucigalpa. Con estos marcadores, el equipo dirigido técnicamente por José de la Paz Herrera perdió el pase a la Hexagonal final, debido a que el reglamento hacía valer el gol de visitante por 2. Formaron parte de aquel equipo hondureño: Belarmino Rivera, Daniel Zapata, Richardson Smith, Juan Carlos Espinoza y Juan Flores, entre otros.

### Estados Unidos 1994
Para las eliminatorias de 1994, la FIFA optó por darle solo dos boletos a la CONCACAF, uno de los cuales ya pertenecía al anfitrión Estados Unidos. Por este motivo, la lucha de todos los contendientes de la zona se centró en ese último boleto. Honduras arrancó la fase preliminar dejando en el camino a Guatemala, al empatarle en Ciudad de Guatemala 0-0 y vencerla en Tegucigalpa 2-0 con goles de César Obando (1-0) y Nicolás Suazo (2-0) el 26 de julio de 1992.
En la segunda fase Honduras integró el grupo A junto a México, Costa Rica y San Vicente. En esta fase, Honduras comenzó esta fase, venciendo a Costa Rica de visitante 3-2 luego de ir perdiendo 0-2 el 8 de noviembre de 1992. Sin embargo, el 15 del mismo mes Honduras cayó ante México 2-0 en el estadio Azteca. El 22 del mismo mes Honduras se repuso venciendo a San Vicente 4-0 en el Arnos Vale Sporting Complex de Kingstown. El 28 de noviembre, Honduras le repitió la dosis a San Vicente en el Nacional de Tegucigalpa. El 5 de diciembre Honduras recibió la visita de Costa Rica, al cual derrotó por la mínima diferencia 2-1. Juan Flores y César Obando anotaron por Honduras y de paso asegurando el pase al cuadrangular final de la eliminatoria. En el último partido de esta fase, jugado en Tegucigalpa el 13 de diciembre de 1992 Honduras y México empataron a gol por bando.
En el cuadrangular final, Honduras enfrentaría a El Salvador, Canadá y México por el único boleto al mundial 1994. Honduras arrancó esta última fase de local, empatando el 4 de abril de 1993 contra Canadá. El 11 y el 18 de abril visitó a México y a Canadá donde cayó por marcadores de 0-3 y 1-3 respectivamente. Honduras volvió a ser local el 25 del mismo mes ante El Salvador. Ese encuentro finalizó con victoria catracha por 2-1 con goles de Eduardo Bennett. Pero México sentenció la eliminatoria el 2 de mayo de 1993 al derrotar convincentemente a Honduras por 4-1 en el estadio Nacional de Tegucigalpa. Al término de esta fase eliminatoria, la selección hondureña cayó derrotada (2-1) en su visita a San Salvador el 9 de mayo de 1993 y cerró su participación con solamente 3 puntos.

### Francia 1998
Para el proceso clasificatorio rumbo a Francia 1998, la federación hondureña contrato al técnico brasileño, Ernesto Rosa Guedes. Sin embargo, este fue despedido antes que comenzara la justa premundialista. Su lugar fue ocupado por Ramón Maradiaga, asistido por Gilberto Yearwood. La selección hondureña comenzó esta eliminatoria con el pie izquierdo, al caer en su primer partido de visita ante la selección de fútbol de Jamaica por 0- 3 el 15 de septiembre de 1996. El 21 del mismo mes, los hondureños lograron vencer por primera vez en eliminatorias mundialistas a México (2-1), con goles de Carlos Pavón y Eduardo Bennett. Luego, Honduras dio cuenta de San Vicente y las Granadinas por 4-1 en Kingstwon. Pero complicó sus aspiraciones al empatar de local (0-0), el 27 de octubre ante Jamaica. De esta manera, Honduras quedó obligada a golear a San Vicente y las Granadinas y esperar que México venciera a los Jamaiquinos de visita. Al final de la cuadrangular, los 'Catrachos' humillaron a los caribeños por 11-3. Pero los mexicanos fueron vencidos por la selección de Jamaica y con estos resultados Honduras se quedó en el camino. Jamaica y México avanzaron a la hexagonal final.

### Copa América 2001

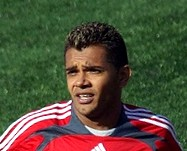
Amado Guevara fue el capitán de Honduras en la Copa América 2001. Además fue elegido, el mejor Jugador del torneo.

La única participación de Honduras en la Copa América fue en el año 2001 en Colombia. La selección de fútbol fue invitada al certamen luego que Argentina desistiera de participar por temor a un ataque terrorista en contra de su delegación. Con un equipo casi organizado en el avión camino a Colombia y dirigidos por Ramón Maradiaga, enfrentaron en la fase grupos a Costa Rica, Bolivia y Uruguay.
En el primer partido jugado el 13 de julio, Honduras debutó perdiendo contra Costa Rica por 0:1. En el segundo encuentro, la selección de fútbol de Honduras venció a la representación de Bolivia con 2 goles del capitán Amado Guevara. El 19 de julio se enfrentó por primera vez a Uruguay y obtuvo la victoria con anotación de Amado Guevara al minuto 81'. Con este resultado, la Honduras avanzó a la siguiente ronda como segundo del grupo 'C'.
En los cuartos de final, enfrentó a la poderosa selección brasileña dirigida por Felipao Scolari. El encuentro, celebrado el 23 de julio en Manizales, arrojó la sorpresa más grande del torneo en 91 años de historia, cuando la selección verde-amarela fue derrotada 2:0. Los goles fueron obra del defensor Belletti de autogol, luego que este accidentalmente tocara la pelota hacia su portería, después de un cabezazo del delantero Saúl Martínez. El mismo Martínez, a pase de Limbert Pérez, puso cifras definitivas al minuto '90 tras un contragolpe iniciado por el capitán Amado Guevara. Al término del encuentro, Felipe Scolari admitió que "Honduras jugó mejor y que merecía ganar". Por su parte, el presidente de la Federación Hondureña de Fútbol, Lisandro Flores, dijo que el triunfo era "algo indescriptible".
Con la victoria sobre los brasileños, Honduras tuvo que enfrentar al anfitrión Colombia. Este partido se llevó a cabo el 26 de julio en el estadio Palo Grande de Manizales. Desde el comienzo, el cuadro local tomó control del balón y del encuentro. A los 6 minutos, Gerardo Bedoya puso a ganar a Colombia y Víctor Hugo Aristizábal remató el encuentro al 63'.
Con este resultado, Colombia enfrentó a México en la final del torneo y Honduras se cruzó nuevamente con los uruguayos el 29 de julio en Bogotá. El encuentro terminó empatado a 2 goles por bando en tiempo reglamentario. Saúl Martínez, en jugada individual, a los 14 minutos y Júnior Izaguirre, de cabeza, a los 42', convirtieron para Honduras, mientras que Joe Bizera (22') y Andrés Martínez (45) anotaron para Uruguay. Con este marcador, se fueron a tiros libres desde el punto penal. El propio Izaguirre convirtió el gol decisivo, luego que el arquero Henry Enamorado atajó el segundo disparo de Uruguay ejecutado por Carlos Gutiérrez. Así Honduras se quedó con el tercer puesto del certamen, y Colombia con el título luego de haber vencido a México por 1:0. Por esta brillante participación, Honduras fue catalogado por la FIFA como el "Mejor Colectivo del Planeta año 2001".
| Año   | Técnico         | Resultado    | PJ | PG | PE | PP | GF | GC | Rendimiento |
| ----- | --------------- | ------------ | -- | -- | -- | -- | -- | -- | ----------- |
| 2001  | Ramón Maradiaga | Tercer lugar | 6  | 3  | 1  | 2  | 7  | 5  | 83%         |
| Total |                 | 3°           | 6  | 3  | 1  | 2  | 7  | 5  | 83 %        |

### Corea del Sur/Japón 2002

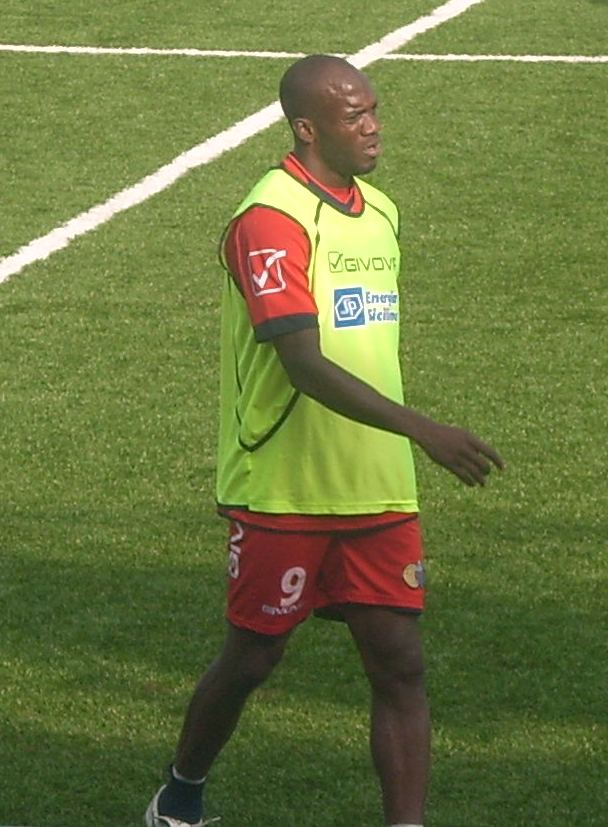
David Suazo participó en el proceso clasificatorio de Corea del Sur/Japón 2002

Luego del fracaso de 1998, la federación dirigida por Lisandro Flores Guillen, decidió darle continuidad al cuerpo técnico encabezado por Ramón Maradiaga para el proceso, Corea del Sur/Japón 2002. Maradiaga comenzó este proceso eliminatorio el 4 de marzo del ano 2000 venciendo a Nicaragua por 3-0 en el Estadio Francisco Morazán de San Pedro Sula. El 2 de abril el equipo de Maradiaga visitó a Panamá y cayó 0-1. El 16 de abril ganó por la mínima a Nicaragua de visita. El 7 de mayo recibió la vista de Panamá a la cual derrotó por 3-1. Con estos resultados, Honduras ocupó el segundo lugar de su grupo, por lo que tuvo que ir a un repechaje contra Haití. Honduras superó esta fase con facilidad, al vencer a los Haitianos por un marcador global de 7-1, de esta forma paso ocupar el grupo que también integraban Jamaica, El Salvador y San Vicente y las Granadinas.
La segunda fase comenzó para Honduras, el 16 de julio de 2000 en el Estadio Cuscatlán de San Salvador. En esa oportunidad, los 'Catrachos dieron cuenta de los salvadoreños por 5-2. Pero el 23 del mismo mes cayeron 1-3 de vista ante Jamaica. El 16 de agosto Honduras venció a San Vicente y las Granadinas por 6-0 y retomó el camino rumbo a la hexagonal final. En los siguientes partidos con destacada actuación de Carlos Pavón y Danilo Turcios, Honduras doblegó a El Salvador por 5-0 y a Jamaica por 1-0. En el último partido de la fase de grupos, la 'Bicolor catracha' dio cuenta de San Vicente por 7-0 y de esta forma, ocupó el primer lugar de su grupo con 15 puntos, 25 goles a favor y solo 5 en contra.
Honduras comenzó de visita la Hexagonal final el 28 de febrero del 2001, empatando a 2 goles con la selección de fútbol de Costa Rica. Posteriormente cayó de local en el estadio Olímpico de San Pedro Sula 1-2 ante Estados Unidos, el 25 de marzo. Luego en su visita a Kingston, Jamaica logró un importante empate (1-1), el 25 de abril. El 26 de junio, enderezó el camino al vencer de visita a Trinidad y Tobago por 4-2 en Puerto España. Cuatro días más tarde, la selección hondureña dio cuenta de su similar de México por 3-1 como local, en una gran noche de Carlos Pavón, quien anotó un triplete. Así Honduras sumaba 8 puntos. Sin embargo, el 1 de julio Costa Rica le salió al paso y los derrotó por 3-2 en el estadio nacional de Tegucigalpa. El 1 de septiembre, con la victoria por 3-2 sobre la Selección de fútbol de los Estados Unidos, Honduras recuperó terreno perdido, y mejoró aún más su posición en la tabla, al vencer a Jamaica de local por 1-0 el 5 de septiembre. Cuando todo indicaba que Honduras clasificaría al mundial, al tener que enfrentar a una débil selección de Trinidad y Tobago, ésta los sorprendió y venció a los 'Catrachos' en el mismísimo Estadio Olímpico Metropolitano de San Pedro Sula, el 27 de octubre. Con pocas esperanzas, y con la obligación de derrotar a México en el Azteca, los seleccionados, viajaron a ese país el 10 de noviembre. Pero el milagro no se logró, y Honduras se quedó una vez más fuera de otra justa mundialista al caer apabullado 3-0 frente al cuadro azteca. Clasificaron Costa Rica, Estados Unidos y México.

### Alemania 2006
Honduras comenzó su camino rumbo a Alemania 2006, bajo el mando de Bora Milutinovic. El equipo 'Catracho' superó sin problemas la primera fase, al vencer en una serie de dos partidos, a las Antillas Neerlandesas por un marcador global de 6-1. Luego de esos dos resultados, Bora renunció a la dirección técnica del combinado hondureño, y su lugar fue ocupado por Raúl Martínez Sambulá.
En la siguiente ronda, la selección hondureña se impuso en el arranque a Costa Rica por 5-2. Sin embargo ese espectacular inició duró poco, ya que Honduras empató 1-1 el 4 de septiembre (2004) Canadá. Posteriormente los 'Catrachos' empataron con Guatemala de local 2-2 y de nuevo contra Canadá (1-1) el 9 de octubre del 2004.
Con solamente 6 puntos sumados, la selección de Honduras viajó a Ciudad de Guatemala el 13 de octubre del mismo año. Allí, cayeron por 0-1, y con este resultado complicaron sus aspiraciones a clasificar a la Hexagonal. Debido a esta situación, la federación hondureña, repentinamente, dejó a un lado al técnico Sambulá y coloco en su lugar a José de la Paz Herrera. Sin embargo, el cambio llegó muy tarde, ya que el 17 de noviembre, Honduras recibió a Costa Rica en San Pedro Sula, con la obligación de ganar. Pero ello no se logró, empató 0-0 y los 'Catrachos' quedaron fuera de Alemania 2006.

### 2008 - 2014

#### Clasificación a Sudáfrica 2010: La segunda clasificación a una Copa Mundial de Fútbol

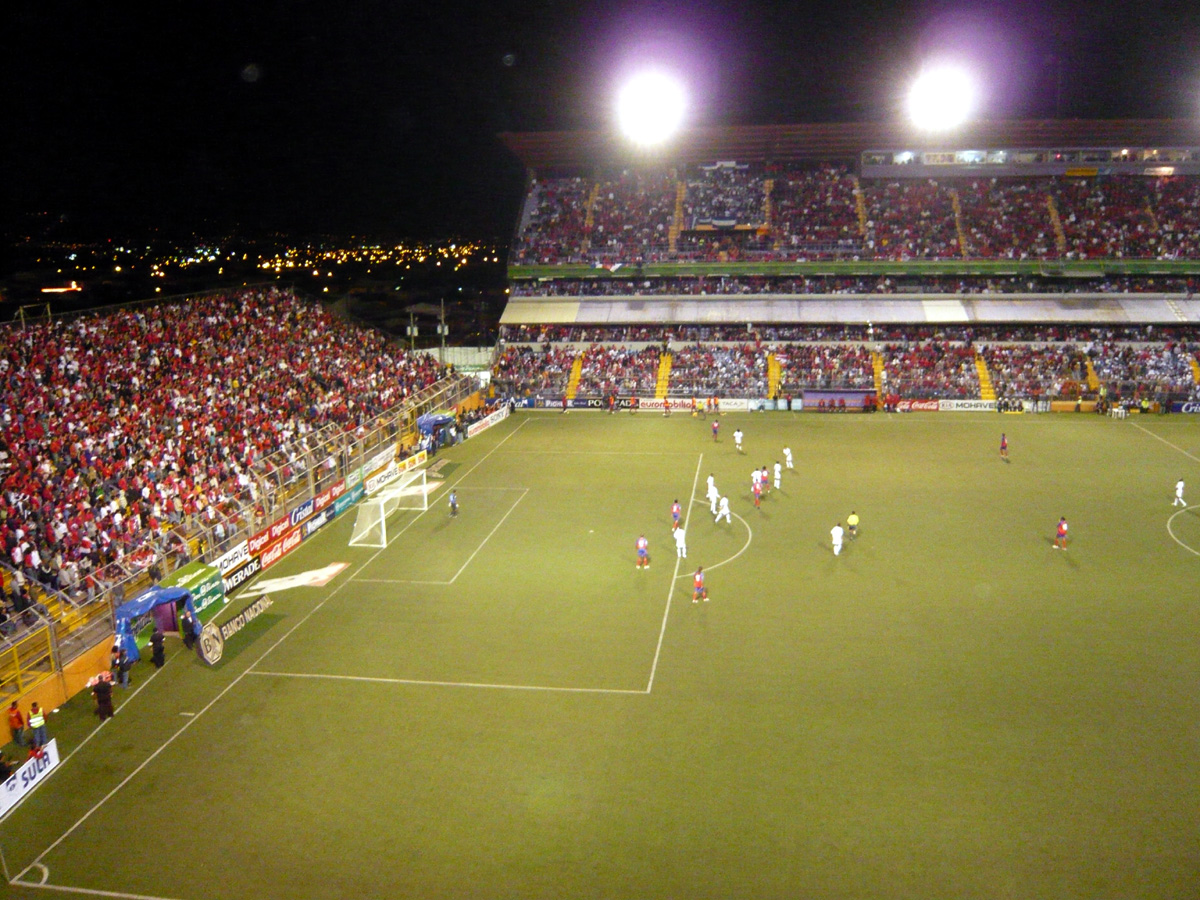
Honduras comenzó el hexagonal final el 11 de febrero de 2009 en el estadio Ricardo Saprissa.

En el año 2009, luego de 28 años de ausencia, Honduras bajo la dirección técnica de Reynaldo Rueda, logró clasificar a su segundo mundial luego de superar 3 fases. En la primera fase Honduras dejó en el camino a selección de fútbol de Puerto Rico con un marcador global de 6-2.
En la segunda fase Honduras enfrentó a México, Canadá y Jamaica. El 20 de agosto de 2008 Honduras comenzó la segunda fase de la eliminatoria perdiendo ante su similar de México en el estadio Azteca. después de ir ganando (1-0) por gran tramo del encuentro, México con goles de Pável Pardo le dio vuelta al marcador (1-2), y así Honduras comenzaba con el pie izquierdo. El 6 de septiembre con la necesidad de sumar Honduras visitó a Canadá y remonto un marcador adverso (2-1). Ramón Núñez se convirtió en héroe al anotar los dos goles.
Luego de dos visitas Honduras recibió a Jamaica en el Olímpico de San Pedro Sula y la derrotó por 2-0. Luego venció convincentemente a Canadá por 3-1 en el mismo estadio, donde Carlo Costly fue la figura del partido. El 15 de octubre Honduras complicó su clasificación al perder de visita (0-1) ante Jamaica. El 19 de noviembre Honduras derrotó a México de local 1-0 y así, clasificó a la hexagonal final como primer lugar de grupo.
La selección de Honduras, comenzó la 'Hexagonal Final' de la CONCACAF (2010) con el pie izquierdo, al caer por 0-2 con Costa Rica en el Estadio Ricardo Saprissa, el 11 de febrero de 2009. En su segundo partido, el equipo de Rueda visitó a Trinidad y Tobago. Con su gol, Carlos Pavón mantuvo a la bicolor en ventaja por la mayor parte del partido, pero una descontrención de la zaga al 89' permitió que los locales empataran y le arrebataran a Honduras sus primeros tres puntos. El cuadro 'Catracho había comenzado mal, consiguiendo solamente un punto de 6 posibles.

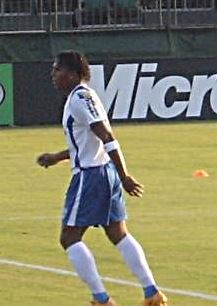
Carlos Pavón anotó el gol de la victoria de Honduras ante El Salvador (1-0), el 14 de octubre de 2009. Esto le permitió al combinado Catracho avanzar a Sudáfrica 2010

El 1 de abril, Honduras venció a la selección de México por 3-1. De esta manera, Honduras sumó 3 puntos vitales y se puso en carrera por uno de los boletos.
Sin embargo, el 6 de junio, Honduras sumó su segunda derrota al caer por 1-2 ante los Estados Unidos en Chicago. Mientras Costa Rica y los Estados Unidos se posicionaban bien en la tabla, Honduras se estancaba con tan solo 4 puntos. Esta situación le puso presión al equipo de Rueda, por lo que el 10 de junio, con un solitario gol de Carlos Pavón derrotaron a El Salvador (1-0). Fue así como Honduras tomó un segundo aire, alcanzó 7 puntos y enderezó el camino en la 'Hexagonal'.
El 12 de agosto, Honduras enfrentó a Costa Rica como líder de la Hexagonal y lo derrotó con un categórico 4-0. En septiembre, la escuadra 'Catracha' continuó su ruta ascendente, al derrotar por 4-1 a la selección de fútbol de Trinidad y Tobago. De esta forma, la Honduras superó a Costa Rica en la tabla de posiciones, por mejor promedio de goles y se puso a 3 puntos de alcanzar su boleto al mundial.
Honduras volvió a perder de visita a su similar de México por 1-0. El 10 de octubre, la selección de Honduras y su afición no pudieron celebrar, al salir derrotados por Estados Unidos (2-3) en el Olímpico Metropolitano de San Pedro Sula. A pesar de la derrota sufrida en casa, el equipo de Reynaldo Rueda no desmayó. El 14 de octubre, con gol de Carlos Pavón, Honduras superó a El Salvador en estadio Cuscatlán (1-0). Gracias a esta victoria, combinada con un empate de Estados Unidos ante Costa Rica (2-2), Honduras se logró clasificar para su segundo mundial.

#### Copa Mundial Sudáfrica 2010
| Equipo   | Pts | PJ | PG | PE | PP | GF | GC | Dif |
| -------- | --- | -- | -- | -- | -- | -- | -- | --- |
| España   | 6   | 3  | 2  | 0  | 1  | 4  | 2  | 2   |
| Chile    | 6   | 3  | 2  | 0  | 1  | 3  | 2  | 1   |
| Suiza    | 4   | 3  | 1  | 1  | 1  | 1  | 1  | 0   |
| Honduras | 1   | 3  | 0  | 1  | 2  | 0  | 3  | -3  |

| 16 de junio de 2010, 13:30 | Honduras | 0:1 (0:1) | Chile          | Estadio Mbombela, Nelspruit                                           |                                                                       |
|                            |          | Reporte   | Beausejour 34' | Asistencia: 32.664 espectadores Árbitro(s): Eddy Maillet (Seychelles) | Asistencia: 32.664 espectadores Árbitro(s): Eddy Maillet (Seychelles) |

| 21 de junio de 2010, 20:30 | España         | 2:0 (1:0) | Honduras | Estadio Ellis Park, Johannesburgo                                    |                                                                      |
|                            | Villa 17', 51' | Reporte   |          | Asistencia: 54.386 espectadores Árbitro(s): Yūichi Nishimura (Japón) | Asistencia: 54.386 espectadores Árbitro(s): Yūichi Nishimura (Japón) |

| 25 de junio de 2010, 20:30 | Suiza | 0:0     | Honduras | Estadio Free State, Bloemfontein                                        |                                                                         |
|                            |       | Reporte |          | Asistencia: 28.042 espectadores Árbitro(s): Héctor Baldassi (Argentina) | Asistencia: 28.042 espectadores Árbitro(s): Héctor Baldassi (Argentina) |

#### Clasificación a Brasil 2014: La tercera clasificación a una Copa Mundial de Fútbol

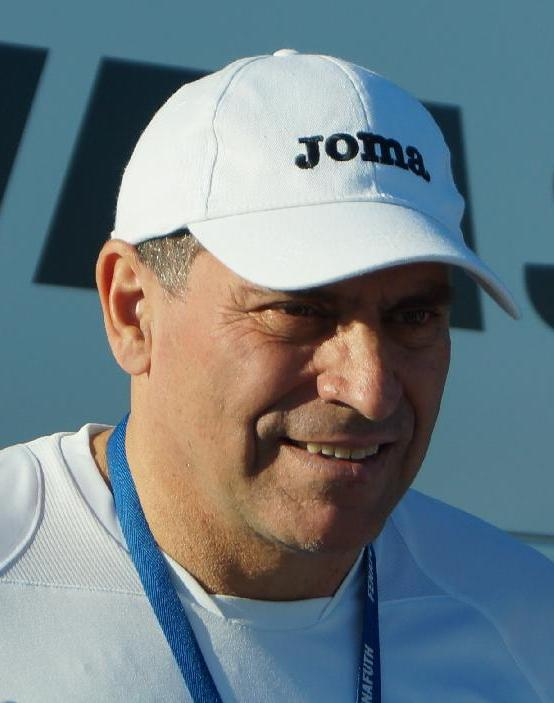
Luis Fernando Suárez, técnico de la selección de Honduras durante el Mundial de Brasil 2014

Para el proceso clasificatorio rumbo al mundial Brasil 2014, la selección de fútbol de Honduras fue dirigida por el adiestrador colombiano, Luis Fernando Suárez. En la fase preliminar de ésta eliminatoria, Honduras ocupó el grupo C junto a Panamá, Cuba y Canadá.
La selección de Honduras inició su camino rumbo a Brasil 2014, con derrota en casa por 0-2 ante Panamá, el 8 de junio de 2012. Cuatro días as tarde, con la necesidad de puntuar Honduras visitó a Canadá. En ese encuentro, la escuadra dirigida por Luis Fernando Suárez logró un valioso punto al empatar 0-0.

El 7 de septiembre, Honduras recobró la confianza al derrotar a Cuba en La Habana por 3-0. En el juego de vuelta, llevado a cabo el 11 de septiembre en San Pedro Sula, la selección de Suárez logró tres puntos más, al doblegar a los cubanos por el estrecho marcador de 1-0. Con estos resultados, Honduras y Canadá acumulaban 7 puntos y se disputaban el segundo boleto a la hexagonal final.

El 12 de octubre de 2012, Honduras rescató un punto en Panamá al empatar 0-0. Sin embargo, Canadá le sacó ventaja al derrotar en casa a los cubanos por 3-0. El último encuentro de esta fase entre canadienses y hondureños, decidiría uno de los boletos a la fase final de la eliminatoria de la CONCACAF. Este encuentro, se llevó a cabo el 16 de octubre en San Pedro Sula. Honduras, sorpresivamente humilló a los canadienses por 8-1, con goles de Carlo Costly (3), Jerry Bengston (3) y Mario Martínez (2). De esta manera, la selección de Honduras clasificó a la hexagonal final de la CONCACAF como primero de grupo C.

En la hexagonal final, acompañaron a Honduras; Jamaica, Costa Rica, Estados Unidos, México y Panamá. Honduras comenzó esta fase final con pie derecho, al derrotar de local a la selección de Estados Unidos por 2-1 el 6 de febrero de 2013.
El 22 de marzo de ese mismo año, Honduras rescató un punto en San Pedro Sula luego de ir perdiendo por 0-2 ante México. Cuatro días más tarde, el combinado de Luis F. Suárez cayó de visita ante Panamá por 0-2. El 7 de junio, la selección catracha siguió cediendo terreno al caer de visita ante Costa Rica por 0-1. Pero cuatro días más tarde se recuperó al vencer a la selección de fútbol de Jamaica por 2-0 en Tegucigalpa.
El 18 de ese mismo mes, el equipo hondureño viajó a Sandy, UTAH donde fue derrotada por los Estados Unidos 0-1. Así, con la presión de seguir con vida en el hexagonal, el combinado catracho luego viajó a Ciudad de México, el 6 de septiembre. Allí, venció por primera vez en su historia, a los mexicanos en el mismísimo estadio Azteca por 2-1. Este desenlace, denominado por los medios Hondureños y Mexicanos como el segundo 'Aztecazo'
puso en aprietos a los mexicanos e hizo que Honduras estuviera más cerca de amarrar un boleto directo al mundial de Brasil 2014.
Sin embargo, Honduras tuvo desliz en sus aspiraciones, al empatar a 2 goles por bando ante la selección de Panamá en el estadio Tiburcio Carias Andino. El 11 de octubre, Honduras se midió a Costa Rica en el estadio Olímpico de San Pedro Sula; ganando 1-0, y se puso a un punto de la clasificación directa. Esta fue lograda en Kingston con un empate ante Jamaica, a dos goles por bando. De esta forma, la selección hondureña dirigida por Luis Fernando Suárez logró por primera en su historia, clasificar de forma consecutiva a un mundial de fútbol.

#### Copa Mundial Brasil 2014

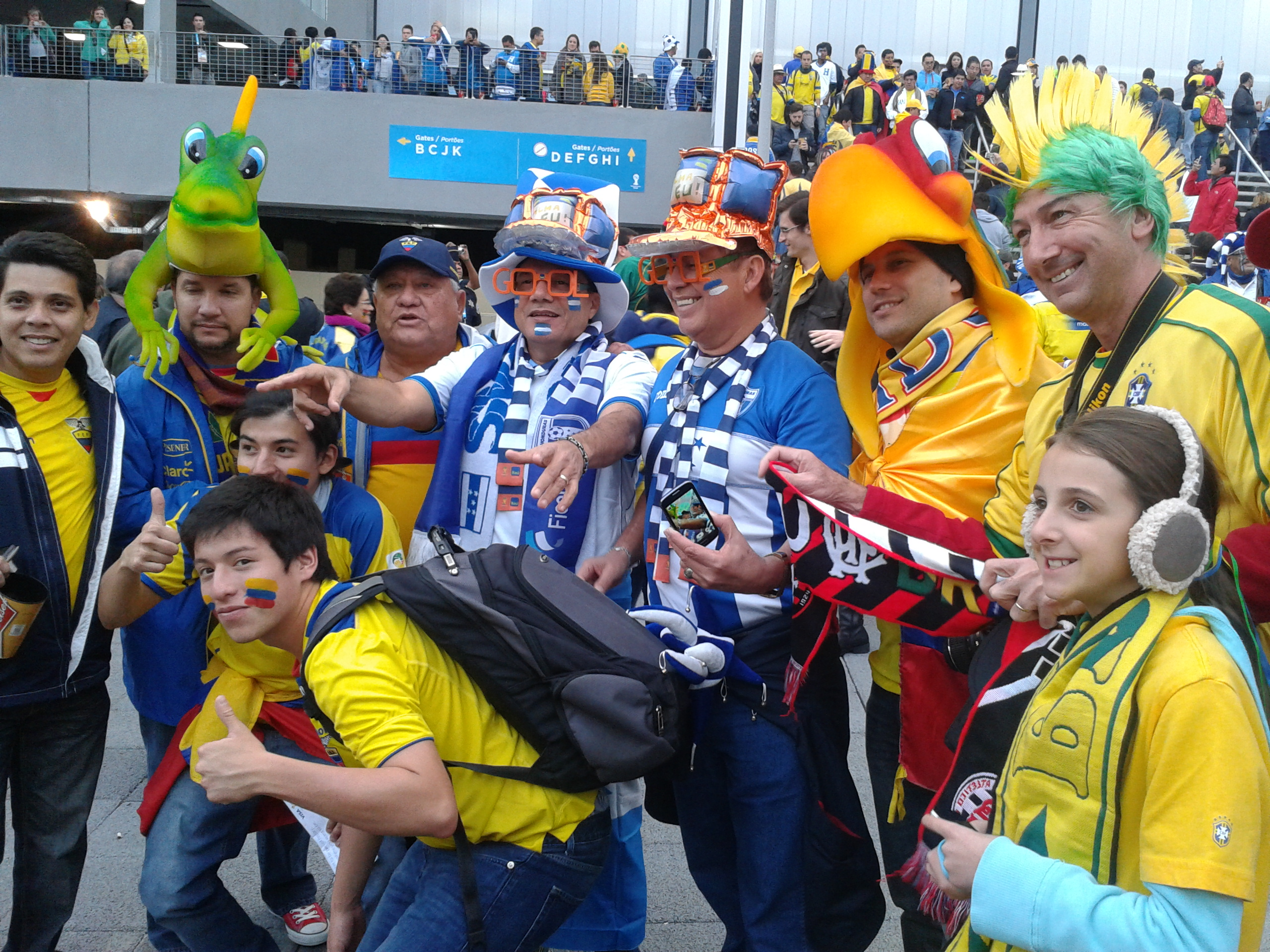
Hinchas de las selecciones de Honduras y previo al inicio del juego entre ambos equipos.

La Selección de Honduras llegó a la Copa Mundial de Fútbol de 2014 como una de las menos favoritas. Debutó en el torneo el 15 de junio ante la potencia Francia, contra quienes cayó derrotada 3-0 con dos anotaciones de Karim Benzema y un autogol del portero Noel Valladares.
Luego, el 20 de junio se enfrentó a su rival directo Ecuador. El partido lo inició ganando Honduras con una anotación de Carlo Costly, pero dos grandes apariciones de Enner Valencia le bastaron a los ecuatorianos para remontar el partido y así llevarse la victoria 2-1.
El 25 de junio, para el tercer y último partido, una Honduras casi descalificada del torneo se enfrentó a la otra potencia del grupo, Suiza. Tres anotaciones de Xherdan Shaqiri le bastaron a los suizos para ganar el partido 3-0 y así conseguir su pase a los Octavos de final.
La participación de Honduras en esta edición de la Copa Mundial fue catalogada por la prensa, exjugadores y afición como la peor de la historia. Finalmente, Honduras acabó en la penúltima posición de la Tabla general con cero puntos, un gol a favor y ocho en contra; superando únicamente a Camerún. Horas después del partido ante Suiza, el técnico colombiano Luis Fernando Suárez dimitió de su cargo.

### Hexagonal para Rusia 2018
El 11 de noviembre de 2016 arranca el hexagonal de Rusia 2018, Honduras comienza perdiendo ante Panamá en San Pedro Sula. El 15 vencieron a Trinidad y Tobago 3-1.
En la tercera ronda visitaron Estados Unidos y perdieron 6-0 ante la selección norteamericana. El 28 de marzo de 2017 igualaron 1 a 1 ante Costa Rica en tierras hondureñas. En junio visitaron Azteca y perdieron 3-0 ante México. Luego empataron 2 a 2 con Panamá. Venció a Trinidad y Tobago 2-1 en el Caribe.
El 5 de septiembre empató 1-1 contra Estados Unidos (con gol de Quioto 27' y Wood 85'). Nuevamente empataron con Costa Rica 1-1, y el 10 de octubre de 2017 vencieron 3-2 a México en San Pedro Sula, que puso a la H en los playoffs contra Australia.
En el repechaje igualaron 0-0, luego en la vuelta perdieron 3-1 en Sídney. Como resultado, la selección hondureña no logró su tercera clasificación consecutiva.

### Octogonal para Catar 2022
Honduras debutaría en las eliminatorias de concacaf rumbo a Catar, en la tercera ronda, pues era una de las mejores selecciones de concacaf en el ranking da FIFA.
En la jornada 1, visitaría a Canadá donde empataron 1-1 el gol catracho sería anotado por Alexander Agustín López en los 40 minutos, el primero gol de este octogonal, después visitarian a El Salvador en Estadio Cuscatlán donde empataron 0-0; en la jornada 3 recibirian a Estados Unidos en San Pedro Sula, donde empezaron al frente con gol de Moya a los 27´ , pero los estadounidenses remontaron con 4 goles, siendo una dura derrota para la H, ya en 7 de octubre recibirian a Costa Rica y nuevamente empatarían sin goles, en secuencia visitaran a México donde perderian por 3 a 0, regresarían a Estadio Metropolitano para recibir a Jamaica y siguió con otra derrota por 0-2, en la jornada 7 recibirian a Panamá, donde en el primer tiempo quedaron con la ventaja de 2 a 0 con goles de Elis 30´y Moya 59´ , pero los panameños harían una remontada en el segundo tiempo quedando 2-3 a favor de Panamá, jornada 8, 16 de noviembre último partido de la selección de Honduras en el año, visitaran a Costa Rica en San José y siguieron perdiendo, esta vez por 2 a 1, cerrando así su año de 2021, ya en 2022 en la jornada 9, recibirian a  Canadá donde históricamente tienen una buena ventaja pero cayeron por 2-0, el mismo placer se repitio a recibir a El Salvador en secuencia, y en la fecha 11 visitaran a EE. UU. y perdieron por 3-0, hubo muchas reclamaciones por partes de los dirigentes hondureños, debido a la temperatura del frío que se le vio al partido, visitarian a Panamá y sería un empate a un gol, volviendo a sumar 1 punto después de mucho tiempo , y en el partido 13 recibirian a México pero finalmente perdieron por un gol, ya en la última fecha visitarian a Jamaica en Kingston, donde se pusieron al frente, pero de nuevo recibirian otra remontada 2-1 cerrando así una eliminatoria desastrosa, sin ganar un solo partido quedando último en la tabla general con 4 puntos.

## Últimos partidos y próximos encuentros
Actualizado al último partido jugado el 2 de julio de 2025
| Fecha      | Ciudad      | Local        | Resultado      | Visitante         | Competición                     |
| ---------- | ----------- | ------------ | -------------- | ----------------- | ------------------------------- |
| 21-03-2025 | Devonshire  | Bermudas     | 3:5            | Honduras          | Clasificación Copa Oro 2025     |
| 25-03-2025 | Tegucigalpa | Honduras     | 2:0            | Bermudas          | Clasificación Copa Oro 2025     |
| 07-06-2025 | George Town | Islas Caimán | 0:1            | Honduras          | Clasificación Copa Mundial 2026 |
| 10-06-2025 | Tegucigalpa | Honduras     | 2:0            | Antigua y Barbuda | Clasificación Copa Mundial 2026 |
| 17-06-2025 | Vancouver   | Canadá       | 6:0            | Honduras          | Copa Oro 2025                   |
| 21-06-2025 | Houston     | Honduras     | 2:0            | El Salvador       | Copa Oro 2025                   |
| 24-06-2025 | San José    | Honduras     | 2:1            | Curazao           | Copa Oro 2025                   |
| 29-06-2025 | Glendale    | Panamá       | 1:1 (4:5 pen.) | Honduras          | Copa Oro 2025                   |
| 02-07-2025 | Santa Clara | México       | 1:0            | Honduras          | Copa Oro 2025                   |
| 05-09-2025 | Willemstad  | Haití        | -:-            | Honduras          | Clasificación Copa Mundial 2026 |
| 09-09-2025 | TBD         | Honduras     | -:-            | Nicaragua         | Clasificación Copa Mundial 2026 |
| 10-10-2025 | TBD         | Honduras     | -:-            | Costa Rica        | Clasificación Copa Mundial 2026 |
| 14-10-2025 | TBD         | Honduras     | -:-            | Haití             | Clasificación Copa Mundial 2026 |
| 14-11-2025 | Managua     | Nicaragua    | -:-            | Honduras          | Clasificación Copa Mundial 2026 |
| 18-11-2025 | San José    | Costa Rica   | -:-            | Honduras          | Clasificación Copa Mundial 2026 |

## Uniformes
El uniforme histórico de la selección de Honduras siempre ha sido el blanco completamente y el de visita ha variado entre azul completo o azul con rayas blancas verticales.
| Primera equipación | (ver evolución) | Última equipación |

## Rivalidades

### Costa Rica
La mayor rivalidad de la selección de Honduras es contra Costa Rica. Esta rivalidad se acentúa debido a que son las selecciones que cuentan con mayor cantidad de trofeos en la Copa Centroamericana y mayores participaciones mundialistas. También estas 2 selecciones se disputan el orgullo de poder considerarse como el mejor de Centroamérica. Puede considerarse una rivalidad muy pareja, dado que el número de victorias en enfrentamientos directos a nivel selecciones, desde el primer partido en 1930, siempre se ha mantenido relativamente parejo (con altibajos para ambas selecciones en diferentes períodos, pero siempre demostrando bastante equidad).
El historial de enfrentamientos, en un total de 57 encuentros, tiene 21 triunfos para los ticos, 20 triunfos para los catrachos y 19 empates, con lo que se demuestra la equidad en dicha rivalidad. Costa Rica posee 8 títulos de Copa Centroamericana y Honduras 4 títulos.

### El Salvador
Otra rivalidad histórica e importante en el conjunto hondureño es hacia El Salvador, con quien disputó su primera oportunidad para clasificar en una Copa del Mundo. Tras ambos ganar sus partidos como local, jugaron en México el partido definitivo el 27 de junio de 1969, siendo El Salvador el que se clasificó al Mundial de México 1970 tras vencer 3-2. De este hecho, más la tensión entre ambos países surgió la llamada Guerra del Fútbol. 

### México
Otra rivalidad es con la selección de México, esto debido a que es considerada una de las mejores selecciones de la CONCACAF la cual le hace una fuerte competencia a los equipos Centroamericanos especialmente a Honduras y Costa Rica. Otras razones del porque se debe a la rivalidad con México es que Honduras eliminó a los aztecas en la eliminatoria para el Mundial de España 82 siendo el único país centroamericano en haber logrado eso. La FIFA en su página en el intenet recoge una reseña histórica de la eliminación que sufrió la Selección Mexicana en el Pre mundial celebrado en Honduras con miras a la Copa del Mundo de España 1982 y título como El día que México lloró. Otra razón es porque Honduras le propino el segundo «Haztecazo» para la Clasificación de Concacaf para la Copa Mundial de Fútbol de 2014.
Además se debió a ciertos comentarios provocativos de varios medios deportivos de la televisión mexicana así como exjugadores hacia la selección Hondureña, dichos comentarios fueron del disgusto de muchos Hondureños, cosa que ha alimentado la competencia. Otro ejemplo de ello han sido los comentarios del periodista David Faitelson en contra de Honduras, como una fotografía donde se le vio posando con unas bananas durante un encuentro entre ambos equipos, dicha acción causó el desagrado de los Hondureños cosa que hizo que el periodista tuviera que salir a pedir disculpas públicamente.

### Guatemala y Panamá
También mantiene rivalidad en menor grado hacia Guatemala y Panamá; sobre todo por ser de la zona centroamericana en la que disputan torneos frecuentemente; y además por su fútbol en pleno crecimiento tanto de guatemaltecos como de panameños, así como de los propios hondureños.

## Jugadores

### Última convocatoria
- Lista de 26 jugadores convocados para disputar la Copa Oro 2025 del 14 de junio al 16 de julio de 2025 en Estados Unidos.[57]
- Datos actualizados al: 2 de julio de 2025

| N.º                                       | Nombre              | Posición      | Edad    | PJ | Goles | Club                   |  |
| ----------------------------------------- | ------------------- | ------------- | ------- | -- | ----- | ---------------------- |  |
| 1                                         | Edrick Menjívar     | Portero       | 32 años | 33 | 0     | C. Olimpia D.          |  |
| 22                                        | Luis López          | Portero       | 31 años | 57 | 0     | Real C. D. España      |  |
| 25                                        | Marlon Licona       | Portero       | 34 años | 2  | 0     | F. C. Motagua          |  |
| 2                                         | Denil Maldonado     | Defensa       | 27 años | 41 | 1     | F. C. Rubín Kazán      |  |
| 3                                         | Julián Martínez     | Defensa       | 21 años | 10 | 1     | F. C. Alverca          |  |
| 4                                         | Luis Vega           | Defensa       | 23 años | 25 | 1     | F. C. Motagua          |  |
| 6                                         | Cristopher Meléndez | Defensa       | 27 años | 5  | 0     | F. C. Motagua          |  |
| 8                                         | Joseph Rosales      | Defensa       | 24 años | 28 | 0     | Minnesota United F. C. |  |
| 15                                        | Getsel Montes       | Defensa       | 29 años | 3  | 1     | C. S. Herediano        |  |
| 24                                        | Raúl García         | Defensa       | 21 años | 3  | 0     | C. D. Lobos UPNFM      |  |
| 26                                        | Luis Crisanto       | Defensa       | 25 años | 6  | 0     | F. C. Motagua          |  |
| 5                                         | Kervin Arriaga      | Mediocampista | 27 años | 39 | 4     | Levante U. D.          |  |
| 10                                        | Alexander López     | Mediocampista | 33 años | 67 | 7     | Olancho F. C.          |  |
| 13                                        | Carlos Mejía        | Mediocampista | 25 años | 8  | 0     | F. C. Motagua          |  |
| 16                                        | Edwin Rodríguez     | Mediocampista | 25 años | 43 | 6     | C. Olimpia D.          |  |
| 18                                        | Dixon Ramírez       | Mediocampista | 24 años | 4  | 1     | Real C. D. España      |  |
| 19                                        | Carlos Pineda       | Mediocampista | 27 años | 21 | 0     | Sporting F. C.         |  |
| 20                                        | Deiby Flores        | Mediocampista | 29 años | 53 | 1     | Al-Najma S. C.         |  |
| 23                                        | Jorge Álvarez       | Mediocampista | 27 años | 36 | 2     | C. Olimpia D.          |  |
| 7                                         | José Mario Pinto    | Delantero     | 27 años | 17 | 3     | C. Olimpia D.          |  |
| 9                                         | Anthony Lozano      | Delantero     | 32 años | 61 | 15    | C. Santos Laguna       |  |
| 11                                        | Jorge Benguché      | Delantero     | 29 años | 25 | 5     | C. Olimpia D.          |  |
| 12                                        | Romell Quioto       | Delantero     | 34 años | 76 | 17    | Al-Najma S. C.         |  |
| 14                                        | Alexy Vega          | Delantero     | 28 años | 7  | 1     | C. D. Marathón         |  |
| 17                                        | Luis Palma          | Delantero     | 25 años | 27 | 6     | Lech Poznań            |  |
| 21                                        | Yustin Arboleda     | Delantero     | 33 años | 10 | 0     | C. Olimpia D.          |  |
| Bandera de Colombia · Bandera de Honduras | Reinaldo Rueda      | Entrenador    | 68 años | 77 | 129   |                        |  |

| Cuerpo técnico                | Cuerpo técnico     | Cuerpo técnico               | Cuerpo técnico       |
| ----------------------------- | ------------------ | ---------------------------- | -------------------- |
| Entrenador:                   | Reinaldo Rueda     | Asistente técnico principal: | Alexis Mendoza       |
| Asistente técnico secundario: | Giovanni Hernández | Preparador físico:           | Juan Carlos Quintero |
| Entrenador de porteros:       | Néstor Lo Tártaro  | Fisioterapeuta:              | Gerardo Mejia        |
| Asistente preparador físico:  | Jair Aguilar       | Fisioterapeuta:              | Jorge Pacheco        |
| Médico:                       | José Luis Murillo  | Jefe de utilería:            | Oscar Carvallo       |
| Gerente deportivo:            | Luis Brevé         | Jefe de prensa:              | Edwin Banegas        |
| Nutricionista:                | Oswaldo Sandoval   | Fotógrafo y redes sociales:  | Magdiel Lagos        |
| Director general:             | Gerardo Ramos      | Utilero:                     | Kelsim Flores        |

### Recientemente convocados
- Los siguientes jugadores han sido convocados durante el último año.

| Nombre              | Posición      | Edad    | PJ | Goles | Club                   | Última convocatoria                                  | Fecha      |
| ------------------- | ------------- | ------- | -- | ----- | ---------------------- | ---------------------------------------------------- | ---------- |
| Harold Fonseca      | Portero       | 31 años | 4  | 0     | Olancho F. C.          | vs. Jamaica - Liga de Naciones 2024-25               | 25-10-2025 |
| Andy Najar          | Defensa       | 32 años | 59 | 4     | Nashville S. C.        | v. Antigua y Barbuda - Eliminatorias al Mundial 2026 | 10-06-2025 |
| Giancarlo Sacaza    | Defensa       | 21 años | 0  | 0     | F. C. Motagua          | v. Antigua y Barbuda - Eliminatorias al Mundial 2026 | 10-06-2025 |
| Marcelo Santos      | Defensa       | 33 años | 22 | 0     | F. C. Motagua          | v. Bermudas - Clasificación a Copa Oro 2025          | 25-03-2025 |
| Elison Rivas        | Defensa       | 25 años | 3  | 0     | C. Olimpia D.          | v. Bermudas - Clasificación a Copa Oro 2025          | 25-03-2025 |
| Franklin Flores     | Defensa       | 29 años | 15 | 0     | Real C. D. España      | v. Bermudas - Clasificación a Copa Oro 2025          | 25-03-2025 |
| Devron García       | Defensa       | 29 años | 11 | 0     | Real C. D. España      | v. Bermudas - Clasificación a Copa Oro 2025          | 25-03-2025 |
| Javier Arriaga      | Defensa       | 21 años | 2  | 0     | C. D. Marathón         | v. Bermudas - Clasificación a Copa Oro 2025          | 25-03-2025 |
| Maylor Núñez        | Defensa       | 29 años | 14 | 0     | Real C. D. España      | v. Jamaica - Liga de Naciones 2024-25                | 10-09-2024 |
| Carlos Meléndez     | Defensa       | 27 años | 12 | 0     | F. C. Motagua          | v. Jamaica - Liga de Naciones 2024-25                | 10-09-2024 |
| Jonathan Paz        | Defensa       | 30 años | 1  | 1     | Policía Nacional F. C. | v. Trinidad y Tobago - Liga de Naciones 2024-25      | 06-09-2024 |
| Héctor Aranda       | Mediocampista | 28 años | 0  | 0     | Real Estelí F. C.      | v. Bermudas - Clasificación a Copa Oro 2025          | 21-03-2025 |
| Henry Gómez         | Mediocampista | 30 años | 0  | 0     | Olancho F. C.          | v. Bermudas - Clasificación a Copa Oro 2025          | 21-03-2025 |
| Jack Jean-Baptiste  | Mediocampista | 25 años | 0  | 0     | Real C. D. España      | v. Bermudas - Clasificación a Copa Oro 2025          | 21-03-2025 |
| Jonathan Núñez      | Mediocampista | 23 años | 0  | 0     | F. C. Motagua          | v. Bermudas - Clasificación a Copa Oro 2025          | 21-03-2025 |
| David Ruiz          | Mediocampista | 21 años | 7  | 3     | Inter de Miami         | v. Guatemala - Amistoso                              | 16-03-2025 |
| Francisco Martínez  | Mediocampista | 32 años | 2  | 0     | C. D. Marathón         | v. México - Liga de Naciones 2024-25                 | 19-11-2024 |
| Bryan Acosta        | Mediocampista | 32 años | 70 | 2     | Nashville S. C.        | v. México - Liga de Naciones 2024-25                 | 15-11-2024 |
| Jhow Benavídez      | Mediocampista | 29 años | 4  | 0     | Real C. D. España      | v. Trinidad y Tobago - Liga de Naciones 2024-25      | 06-09-2024 |
| Rigoberto Rivas     | Delantero     | 27 años | 24 | 0     | Kocaelispor            | v. Bermudas - Clasificación a Copa Oro 2025          | 25-03-2025 |
| Eddie Hernández     | Delantero     | 34 años | 29 | 8     | C. S. D. Municipal     | v. Bermudas - Clasificación a Copa Oro 2025          | 25-03-2025 |
| Cristian Sacaza     | Delantero     | 27 años | 3  | 0     | C. D. Marathón         | v. Bermudas - Clasificación a Copa Oro 2025          | 21-03-2025 |
| Juan Carlos Obregón | Delantero     | 27 años | 3  | 0     | Westchester S. C.      | v. México - Liga de Naciones 2024-25                 | 19-11-2024 |
| Rubilio Castillo    | Delantero     | 33 años | 36 | 7     | Deportivo Pereira      | v. México - Liga de Naciones 2024-25                 | 19-11-2024 |
| Jesús Bátiz         | Delantero     | 26 años | 0  | 0     | C. S. Cartaginés       | v. México - Liga de Naciones 2024-25                 | 15-11-2024 |
| Alenis Vargas       | Delantero     | 21 años | 0  | 0     | SJK                    | v. México - Liga de Naciones 2024-25                 | 15-11-2024 |
| Bryan Róchez        | Delantero     | 30 años | 28 | 5     | Leixões S. C.          | v. Jamaica - Liga de Naciones 2024-25                | 14-10-2024 |
| Michaell Chirinos   | Delantero     | 30 años | 22 | 1     | C. Olimpia D.          | v. Guayana Francesa - Liga de Naciones 2024-25       | 10-10-2024 |
| Douglas Martínez    | Delantero     | 28 años | 8  | 1     | Charleston Battery     | v. Jamaica - Liga de Naciones 2024-25                | 10-09-2024 |

### Jugadores con más presencias

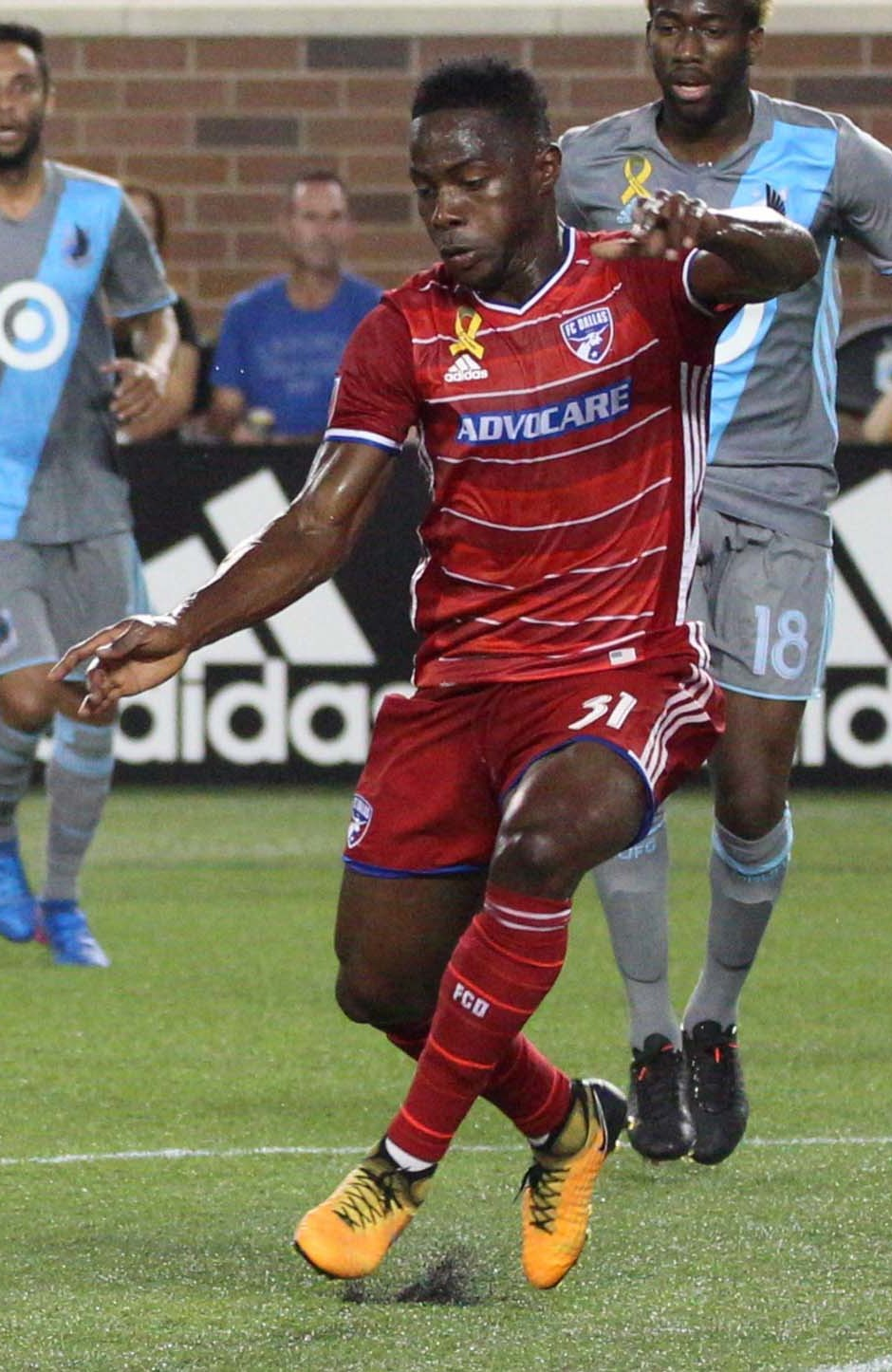
Maynor Figueroa, máximo futbolista hondureño con 177 partidos con la selección

| #   | Jugador          | Período     | Partidos | Goles |
| --- | ---------------- | ----------- | -------- | ----- |
| 1.  | Maynor Figueroa  | 2003 - 2022 | 177      | 5     |
| 2.  | Amado Guevara    | 1994 - 2010 | 138      | 27    |
| 3.  | Noel Valladares  | 2000 - 2016 | 136      | 0     |
| 4.  | Boniek García    | 2005 - 2023 | 134      | 3     |
| 5.  | Emilio Izaguirre | 2007 - 2021 | 110      | 5     |
| 6.  | Carlos Pavón     | 1993 - 2010 | 101      | 57    |
| 7.  | Wilson Palacios  | 2003 - 2014 | 97       | 6     |
| 8.  | Milton Núñez     | 1994 - 2008 | 86       | 34    |
| 9.  | Danilo Turcios   | 1999 - 2010 | 86       | 7     |
| 10. | Víctor Bernárdez | 2004 - 2014 | 86       | 14    |

### Máximos goleadores

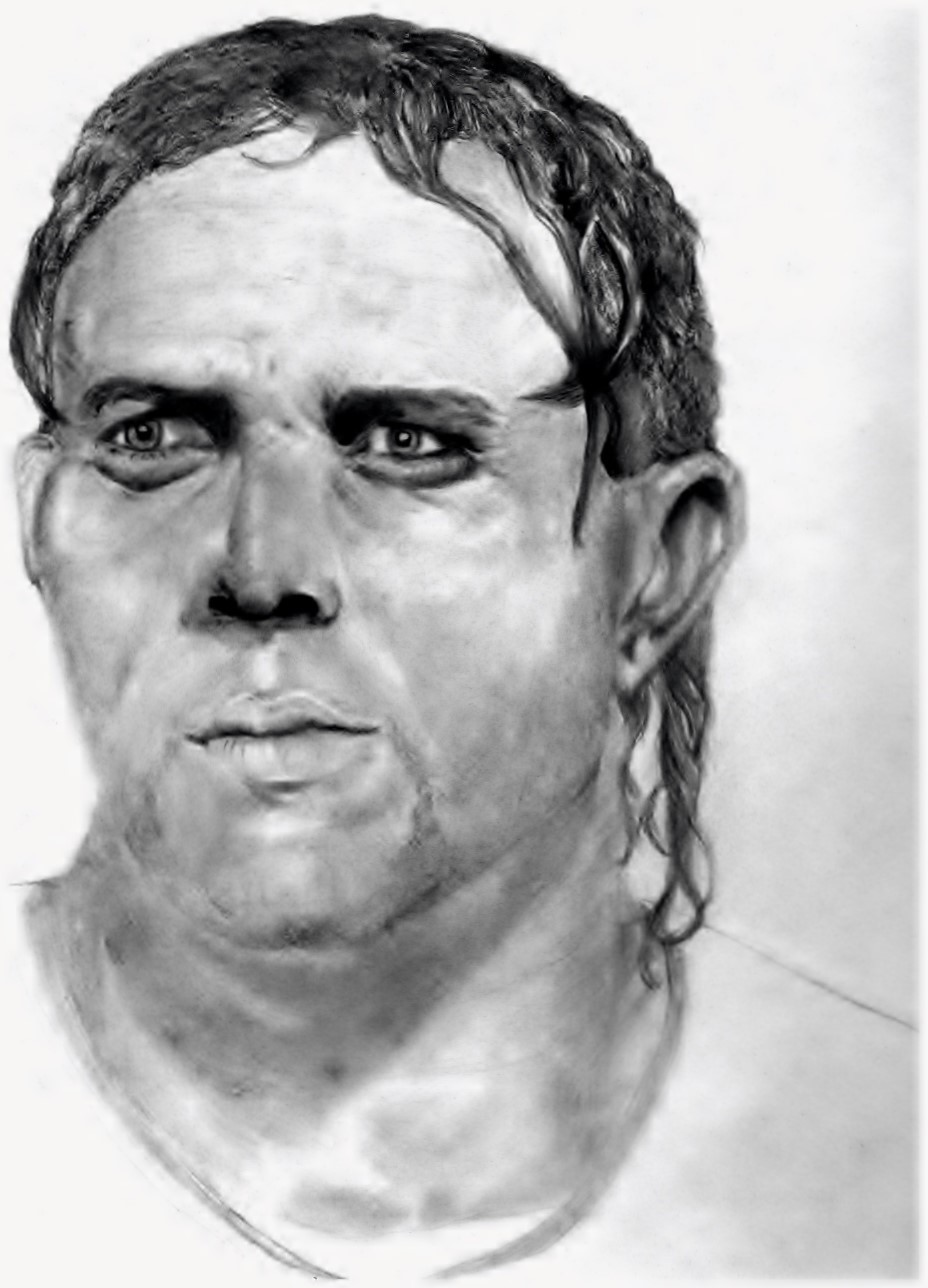
Carlos Pavón, máximo goleador de la selección con 57 anotaciones

| #   | Jugador          | Período     | Goles | Partidos | Ratio |
| --- | ---------------- | ----------- | ----- | -------- | ----- |
| 1.  | Carlos Pavón     | 1993 - 2010 | 57    | 101      | 0,56  |
| 2.  | Wilmer Velásquez | 1996 - 2007 | 35    | 47       | 0,74  |
| 3.  | Milton Núñez     | 1994 - 2008 | 34    | 86       | 0,40  |
| 4.  | Carlo Costly     | 2007 - 2017 | 32    | 77       | 0,44  |
| 5.  | Nicolás Suazo    | 1991 - 1998 | 28    | 51       | 0,55  |
| 6.  | Amado Guevara    | 1994 - 2010 | 27    | 138      | 0,20  |
| 7.  | Jerry Bengtson   | 2010 - act. | 23    | 70       | 0,33  |
| 8.  | Eduardo Bennett  | 1991 - 2000 | 19    | 36       | 0,53  |
| 9.  | David Suazo      | 1999 - 2012 | 17    | 58       | 0,30  |
| 10. | Saúl Martínez    | 2001 - 2008 | 16    | 35       | 0,46  |

Actualizado al 23 de marzo de 2024.

## Entrenadores

### Listado completo
| Presidente                | Período   |
| ------------------------- | --------- |
| Carlos Padilla Velásquez  | 1960–1962 |
| Elsy Núñez Gonzalés       | 1962–1965 |
| Marinho Rodrigues         | 1966–1967 |
| Sergio Lecea              | 1967–1968 |
| Carlos Padilla Velásquez  | 1968–1971 |
| Carlos Suazo              | 1971      |
| Carlos Padilla Velásquez  | 1972–1973 |
| Peter Lange               | 1975      |
| Chelato Uclés             | 1980–1986 |
| Gerck Block               | 1987      |
| Chelato Uclés             | 1988      |
| Flavio Ortega             | 1991–1992 |
| Estanislao Malinowski     | 1992–1993 |
| Julio González Montemurro | 1993      |
| Carlos Cruz Carranza      | 1995–1996 |
| Ernesto Rosa Guedes       | 1996      |
| Ramón Maradiaga           | 1996      |
| Miguel Company            | 1997–1998 |
| Ramón Maradiaga           | 1998–2002 |
| Ernesto Luzardo           | 2002      |
| Chelato Uclés             | 2003      |

| Presidente                                 | Período   |
| ------------------------------------------ | --------- |
| Edwin Pavón                                | 2003      |
| Bora Milutinović                           | 2003–2004 |
| Raúl Martínez Sambulá                      | 2004      |
| José de la Paz Herrera                     | 2005–2006 |
| Flavio Ortega                              | 2006–2007 |
| Reinaldo Rueda                             | 2007–2010 |
| Juan de Dios Castillo                      | 2010–2011 |
| Javier Padilla (interino, 1 partido)       | 2011      |
| Reynaldo Clavasquín (interino, 2 partidos) | 2011      |
| Luis Fernando Suárez                       | 2011–2014 |
| Hernán Medford                             | 2014      |
| Jorge Luis Pinto                           | 2014–2017 |
| Carlos Tábora (interino, 3 partidos)       | 2018      |
| Jorge Jiménez (interino, 2 partidos)       | 2018–2019 |
| Fabián Coito                               | 2019–2021 |
| Hernán Darío Gómez                         | 2021–2022 |
| Diego Vázquez                              | 2022–2023 |
| Reinaldo Rueda                             | 2023–     |

## Estadísticas

### Copa Mundial de Fútbol
| Copa Mundial de Fútbol | Copa Mundial de Fútbol | Copa Mundial de Fútbol | Copa Mundial de Fútbol | Copa Mundial de Fútbol | Copa Mundial de Fútbol | Copa Mundial de Fútbol | Copa Mundial de Fútbol |
| Año                    | Ronda                  | J                      | G                      | E                      | P                      | GF                     | GC                     |
| ---------------------- | ---------------------- | ---------------------- | ---------------------- | ---------------------- | ---------------------- | ---------------------- | ---------------------- |
| 1930                   | No participó           | No participó           | No participó           | No participó           | No participó           | No participó           | No participó           |
| 1934                   | No participó           | No participó           | No participó           | No participó           | No participó           | No participó           | No participó           |
| 1938                   | No participó           | No participó           | No participó           | No participó           | No participó           | No participó           | No participó           |
| 1950                   | No participó           | No participó           | No participó           | No participó           | No participó           | No participó           | No participó           |
| 1954                   | No participó           | No participó           | No participó           | No participó           | No participó           | No participó           | No participó           |
| 1958                   | No participó           | No participó           | No participó           | No participó           | No participó           | No participó           | No participó           |
| 1962                   | No clasificó           | No clasificó           | No clasificó           | No clasificó           | No clasificó           | No clasificó           | No clasificó           |
| 1966                   | No clasificó           | No clasificó           | No clasificó           | No clasificó           | No clasificó           | No clasificó           | No clasificó           |
| 1970                   | No clasificó           | No clasificó           | No clasificó           | No clasificó           | No clasificó           | No clasificó           | No clasificó           |
| 1974                   | No clasificó           | No clasificó           | No clasificó           | No clasificó           | No clasificó           | No clasificó           | No clasificó           |
| 1978                   | No participó           | No participó           | No participó           | No participó           | No participó           | No participó           | No participó           |
| 1982                   | Fase de grupos         | 3                      | 0                      | 2                      | 1                      | 2                      | 3                      |
| 1986                   | No clasificó           | No clasificó           | No clasificó           | No clasificó           | No clasificó           | No clasificó           | No clasificó           |
| 1990                   | No clasificó           | No clasificó           | No clasificó           | No clasificó           | No clasificó           | No clasificó           | No clasificó           |
| 1994                   | No clasificó           | No clasificó           | No clasificó           | No clasificó           | No clasificó           | No clasificó           | No clasificó           |
| 1998                   | No clasificó           | No clasificó           | No clasificó           | No clasificó           | No clasificó           | No clasificó           | No clasificó           |
| 2002                   | No clasificó           | No clasificó           | No clasificó           | No clasificó           | No clasificó           | No clasificó           | No clasificó           |
| 2006                   | No clasificó           | No clasificó           | No clasificó           | No clasificó           | No clasificó           | No clasificó           | No clasificó           |
| 2010                   | Fase de grupos         | 3                      | 0                      | 1                      | 2                      | 0                      | 3                      |
| 2014                   | Fase de grupos         | 3                      | 0                      | 0                      | 3                      | 1                      | 8                      |
| 2018                   | No clasificó           | No clasificó           | No clasificó           | No clasificó           | No clasificó           | No clasificó           | No clasificó           |
| 2022                   | No clasificó           | No clasificó           | No clasificó           | No clasificó           | No clasificó           | No clasificó           | No clasificó           |
| 2026                   | Por disputarse         | Por disputarse         | Por disputarse         | Por disputarse         | Por disputarse         | Por disputarse         | Por disputarse         |
| 2030                   | Por disputarse         | Por disputarse         | Por disputarse         | Por disputarse         | Por disputarse         | Por disputarse         | Por disputarse         |
| 2034                   | Por disputarse         | Por disputarse         | Por disputarse         | Por disputarse         | Por disputarse         | Por disputarse         | Por disputarse         |
| Total                  | 3/22                   | 9                      | 0                      | 3                      | 6                      | 3                      | 14                     |

### Copa Oro de la Concacaf
| Copa Oro de la Concacaf | Copa Oro de la Concacaf | Copa Oro de la Concacaf | Copa Oro de la Concacaf | Copa Oro de la Concacaf | Copa Oro de la Concacaf | Copa Oro de la Concacaf | Copa Oro de la Concacaf |
| Año                     | Ronda                   | J                       | G                       | E                       | P                       | GF                      | GC                      |
| ----------------------- | ----------------------- | ----------------------- | ----------------------- | ----------------------- | ----------------------- | ----------------------- | ----------------------- |
| 1963                    | Cuarto lugar            | 7                       | 3                       | 1                       | 3                       | 8                       | 12                      |
| 1965                    | No clasificó            | No clasificó            | No clasificó            | No clasificó            | No clasificó            | No clasificó            | No clasificó            |
| 1967                    | Tercer lugar            | 5                       | 2                       | 2                       | 1                       | 4                       | 2                       |
| 1969                    | Descalificado*          | Descalificado*          | Descalificado*          | Descalificado*          | Descalificado*          | Descalificado*          | Descalificado*          |
| 1971                    | Quinto lugar            | 5                       | 0                       | 1                       | 4                       | 5                       | 11                      |
| 1973                    | Cuarto lugar            | 5                       | 1                       | 3                       | 1                       | 6                       | 6                       |
| 1977                    | No participó**          | No participó**          | No participó**          | No participó**          | No participó**          | No participó**          | No participó**          |
| 1981                    | Campeón                 | 5                       | 3                       | 2                       | 0                       | 8                       | 1                       |
| 1985                    | Subcampeón              | 8                       | 3                       | 3                       | 2                       | 11                      | 9                       |
| 1989                    | No clasificó            | No clasificó            | No clasificó            | No clasificó            | No clasificó            | No clasificó            | No clasificó            |
| 1991                    | Subcampeón              | 5                       | 3                       | 2                       | 0                       | 12                      | 3                       |
| 1993                    | Fase de grupos          | 3                       | 1                       | 0                       | 2                       | 6                       | 5                       |
| 1996                    | Fase de grupos          | 2                       | 0                       | 0                       | 2                       | 1                       | 8                       |
| 1998                    | Fase de grupos          | 2                       | 0                       | 0                       | 2                       | 1                       | 5                       |
| 2000                    | Cuartos de final        | 3                       | 2                       | 0                       | 1                       | 7                       | 5                       |
| 2002                    | No clasificó            | No clasificó            | No clasificó            | No clasificó            | No clasificó            | No clasificó            | No clasificó            |
| 2003                    | Fase de grupos          | 2                       | 0                       | 1                       | 1                       | 1                       | 2                       |
| 2005                    | Semifinal               | 5                       | 3                       | 1                       | 1                       | 8                       | 6                       |
| 2007                    | Cuartos de final        | 4                       | 2                       | 0                       | 2                       | 10                      | 6                       |
| 2009                    | Semifinal               | 5                       | 3                       | 0                       | 2                       | 6                       | 4                       |
| 2011                    | Semifinal               | 5                       | 1                       | 2                       | 2                       | 8                       | 5                       |
| 2013                    | Semifinal               | 5                       | 3                       | 0                       | 2                       | 5                       | 5                       |
| 2015                    | Fase de grupos          | 3                       | 0                       | 1                       | 2                       | 2                       | 4                       |
| 2017                    | Cuartos de final        | 4                       | 1                       | 1                       | 2                       | 3                       | 2                       |
| 2019                    | Fase de grupos          | 3                       | 1                       | 0                       | 2                       | 6                       | 4                       |
| 2021                    | Cuartos de final        | 4                       | 2                       | 0                       | 2                       | 7                       | 7                       |
| 2023                    | Fase de grupos          | 3                       | 1                       | 1                       | 1                       | 3                       | 6                       |
| 2025                    | Semifinal               | 5                       | 2                       | 1                       | 2                       | 5                       | 9                       |
| Total                   | 23/28                   | 98                      | 37                      | 22                      | 39                      | 133                     | 127                     |

(*) Honduras fue excluido, al igual que El Salvador, por la guerra de las 100 horas que protagonizaron.

(**) Un error administrativo provocó que Honduras no se inscribiera en las eliminatorias al Mundial de 1978 cuya última ronda constituía el Campeonato Concacaf de 1977.

### Copa América
| Copa América | Copa América | Copa América | Copa América | Copa América | Copa América | Copa América | Copa América |
| Año          | Ronda        | J            | G            | E            | P            | GF           | GC           |
| ------------ | ------------ | ------------ | ------------ | ------------ | ------------ | ------------ | ------------ |
| 1993 - 1999  | No participó | No participó | No participó | No participó | No participó | No participó | No participó |
| 2001         | Tercer lugar | 6            | 3            | 1            | 2            | 7            | 5            |
| 2004         | No participó | No participó | No participó | No participó | No participó | No participó | No participó |
| 2007         | No participó | No participó | No participó | No participó | No participó | No participó | No participó |
| 2011         | No participó | No participó | No participó | No participó | No participó | No participó | No participó |
| 2015         | No participó | No participó | No participó | No participó | No participó | No participó | No participó |
| 2016         | No clasificó | No clasificó | No clasificó | No clasificó | No clasificó | No clasificó | No clasificó |
| 2019         | No participó | No participó | No participó | No participó | No participó | No participó | No participó |
| 2021         | No participó | No participó | No participó | No participó | No participó | No participó | No participó |
| 2024         | No clasificó | No clasificó | No clasificó | No clasificó | No clasificó | No clasificó | No clasificó |
| Total        | 1/48         | 6            | 3            | 1            | 2            | 7            | 5            |

### Copa CCCF
| Copa CCCF | Copa CCCF    | Copa CCCF    | Copa CCCF    | Copa CCCF    | Copa CCCF    | Copa CCCF    | Copa CCCF    |
| Año       | Ronda        | J            | G            | E            | P            | GF           | GC           |
| --------- | ------------ | ------------ | ------------ | ------------ | ------------ | ------------ | ------------ |
| 1941      | No participó | No participó | No participó | No participó | No participó | No participó | No participó |
| 1943      | No participó | No participó | No participó | No participó | No participó | No participó | No participó |
| 1946      | Cuarto lugar | 5            | 2            | 0            | 3            | 17           | 12           |
| 1948      | No participó | No participó | No participó | No participó | No participó | No participó | No participó |
| 1951      | No participó | No participó | No participó | No participó | No participó | No participó | No participó |
| 1953      | Subcampeón   | 6            | 4            | 0            | 2            | 13           | 10           |
| 1955      | Tercer lugar | 5            | 2            | 1            | 2            | 8            | 6            |
| 1957      | Tercer lugar | 4            | 2            | 1            | 1            | 6            | 4            |
| 1960      | Tercer lugar | 4            | 0            | 3            | 1            | 6            | 7            |
| 1961      | Tercer lugar | 6            | 3            | 0            | 3            | 13           | 11           |
| Total     | 6/10         | 25           | 11           | 5            | 9            | 46           | 38           |

### Liga de Naciones de la Concacaf
| Liga de Naciones de la Concacaf | Liga de Naciones de la Concacaf | Liga de Naciones de la Concacaf | Liga de Naciones de la Concacaf | Liga de Naciones de la Concacaf | Liga de Naciones de la Concacaf | Liga de Naciones de la Concacaf | Liga de Naciones de la Concacaf | Liga de Naciones de la Concacaf | Liga de Naciones de la Concacaf |
| Año                             | L                               | G                               | Ronda                           | J                               | G                               | E                               | P                               | GF                              | GC                              |
| ------------------------------- | ------------------------------- | ------------------------------- | ------------------------------- | ------------------------------- | ------------------------------- | ------------------------------- | ------------------------------- | ------------------------------- | ------------------------------- |
| 2019-20                         | A                               | C                               | Tercer lugar                    | 6                               | 3                               | 2                               | 1                               | 10                              | 4                               |
| 2022-23                         | A                               | C                               | Segundo lugar                   | 4                               | 2                               | 0                               | 2                               | 5                               | 7                               |
| 2023-24                         | A                               | B                               | Cuartos de final                | 6                               | 3                               | 1                               | 2                               | 10                              | 3                               |
| 2024-25                         | A                               | B                               | Cuartos de final                | 6                               | 3                               | 1                               | 2                               | 10                              | 8                               |
| Total                           | Total                           | Total                           | 4/4                             | 22                              | 11                              | 4                               | 7                               | 35                              | 22                              |

## Torneos regionales de la UNCAF

### Copa Centroamericana
| Copa Centroamericana | Copa Centroamericana | Copa Centroamericana | Copa Centroamericana | Copa Centroamericana | Copa Centroamericana | Copa Centroamericana | Copa Centroamericana |
| Año                  | Ronda                | J                    | G                    | E                    | P                    | GF                   | GC                   |
| -------------------- | -------------------- | -------------------- | -------------------- | -------------------- | -------------------- | -------------------- | -------------------- |
| 1991                 | Subcampeón           | 5                    | 2                    | 1                    | 2                    | 5                    | 5                    |
| 1993                 | Campeón              | 3                    | 3                    | 0                    | 0                    | 7                    | 0                    |
| 1995                 | Campeón              | 4                    | 3                    | 1                    | 0                    | 8                    | 1                    |
| 1997                 | Cuarto lugar         | 5                    | 2                    | 1                    | 2                    | 8                    | 5                    |
| 1999                 | Tercer lugar         | 5                    | 4                    | 0                    | 1                    | 11                   | 5                    |
| 2001                 | Fase de grupos       | 3                    | 1                    | 1                    | 1                    | 12                   | 5                    |
| 2003                 | Cuarto lugar         | 5                    | 1                    | 1                    | 3                    | 4                    | 5                    |
| 2005                 | Subcampeón           | 5                    | 3                    | 2                    | 0                    | 12                   | 3                    |
| 2007                 | Quinto lugar         | 3                    | 1                    | 1                    | 1                    | 11                   | 5                    |
| 2009                 | Tercer lugar         | 5                    | 4                    | 0                    | 1                    | 9                    | 3                    |
| 2011                 | Campeón              | 4                    | 3                    | 1                    | 0                    | 8                    | 3                    |
| 2013                 | Subcampeón           | 4                    | 1                    | 2                    | 1                    | 3                    | 3                    |
| 2014                 | Quinto lugar         | 4                    | 2                    | 0                    | 2                    | 3                    | 3                    |
| 2017                 | Campeón              | 5                    | 4                    | 1                    | 0                    | 7                    | 3                    |
| Total                | 14/14                | 60                   | 34                   | 12                   | 14                   | 108                  | 49                   |

### Clasificación para la Copa Mundial
| Edición | Resultado    | Posición      | PJ           | PG           | PE           | PP           | GF           | GC           | Dif.         | Pts.         | Rend.        | Goleador                                      |
| ------- | ------------ | ------------- | ------------ | ------------ | ------------ | ------------ | ------------ | ------------ | ------------ | ------------ | ------------ | --------------------------------------------- |
| 1930    | No participó | No participó  | No participó | No participó | No participó | No participó | No participó | No participó | No participó | No participó | No participó | No participó                                  |
| 1934    | No participó | No participó  | No participó | No participó | No participó | No participó | No participó | No participó | No participó | No participó | No participó | No participó                                  |
| 1938    | No participó | No participó  | No participó | No participó | No participó | No participó | No participó | No participó | No participó | No participó | No participó | No participó                                  |
| 1950    | No participó | No participó  | No participó | No participó | No participó | No participó | No participó | No participó | No participó | No participó | No participó | No participó                                  |
| 1954    | No participó | No participó  | No participó | No participó | No participó | No participó | No participó | No participó | No participó | No participó | No participó | No participó                                  |
| 1958    | No participó | No participó  | No participó | No participó | No participó | No participó | No participó | No participó | No participó | No participó | No participó | No participó                                  |
| 1962    | No clasificó | Segunda fase  | 5            | 1            | 2            | 2            | 5            | 8            | -3           | 5            | 40%          | Carlos Suazo: 2                               |
| 1966    | No clasificó | Primera fase  | 4            | 0            | 1            | 3            | 1            | 6            | -5           | 1            | 12%          | Ricardo Taylor: 1                             |
| 1970    | No clasificó | Segundo lugar | 8            | 4            | 3            | 1            | 10           | 8            | +2           | 9            | 69%          | Donaldo Rosales y Rigoberto Gómez: 2          |
| 1974    | No clasificó | Cuarto lugar  | 7            | 2            | 4            | 1            | 11           | 10           | +1           | 8            | 57%          | Rigoberto Gómez y Rubén Guifarro: 2           |
| 1978    | No participó | No participó  | No participó | No participó | No participó | No participó | No participó | No participó | No participó | No participó | No participó | No participó                                  |
| 1982    | Clasificado  | Primer lugar  | 13           | 8            | 4            | 1            | 24           | 5            | +19          | 20           | 77%          | Salvador Bernárdez y José Roberto Figueroa: 5 |
| 1986    | No clasificó | Segundo lugar | 10           | 5            | 3            | 2            | 15           | 9            | +6           | 9            | 65%          | José Roberto Figueroa: 8                      |
| 1990    | No clasificó | Primera fase  | 2            | 0            | 2            | 0            | 1            | 1            | 0            | 2            | 50%          | Juan Flores: 1                                |
| 1994    | No clasificó | Cuarto lugar  | 14           | 6            | 3            | 5            | 23           | 20           | +3           | 15           | 53%          | Juan Flores: 5                                |
| 1998    | No clasificó | Segunda fase  | 6            | 3            | 2            | 1            | 18           | 11           | +7           | 10           | 61%          | Nicolás Suazo: 5                              |
| 2002    | No clasificó | Cuarto lugar  | 22           | 14           | 2            | 6            | 56           | 25           | +31          | 29           | 61%          | Carlos Pavón: 14                              |
| 2006    | No clasificó | Segunda fase  | 7            | 3            | 3            | 1            | 14           | 7            | +7           | 13           | 57%          | Amado Guevara: 3                              |
| 2010    | Clasificado  | Tercer lugar  | 18           | 10           | 2            | 6            | 32           | 18           | +14          | 32           | 59%          | Carlos Pavón: 7                               |
| 2014    | Clasificado  | Tercer lugar  | 16           | 7            | 5            | 4            | 25           | 15           | +10          | 15           | 54%          | Jerry Bengtson: 9                             |
| 2018    | No clasificó | Cuarto lugar  | 16           | 5            | 6            | 5            | 19           | 25           | -6           | 22           | 37,5%        | Romell Quioto: 6                              |
| 2022    | No clasificó | Octavo lugar  | 14           | 0            | 4            | 10           | 7            | 26           | -19          | 4            | 15%          | Brayan Moya: 2                                |
| 2026    | En disputa   | En disputa    | En disputa   | En disputa   | En disputa   | En disputa   | En disputa   | En disputa   | En disputa   | En disputa   | En disputa   | En disputa                                    |
| Total   | 3/22         | -             | 162          | 68           | 46           | 48           | 261          | 194          | +67          | 194          | -            | -                                             |

## Palmarés de la Selección Absoluta
| Competiciones internacionales                             | Títulos                | Subcampeonatos   | Terceros   |
| --------------------------------------------------------- | ---------------------- | ---------------- | ---------- |
| Campeonato de Naciones de la Concacaf (1/1/2)             | 1981                   | 1986             | 1967       |
| Copa Oro de la Concacaf (0/0/1)                           |                        | 1991             | 2005,2009  |
| Copa Centroamericana (4/3/2)                              | 1993, 1995, 2011, 2017 | 1991, 2005, 2013 | 1999, 2009 |
| Copa América (0/0/1)                                      |                        |                  | 2001       |
| Campeonato Centroamericano y del Caribe de Fútbol (0/1/1) |                        | 1955             | 2001       |